# فهرست وابسته‌های دیپلماتیک یونان

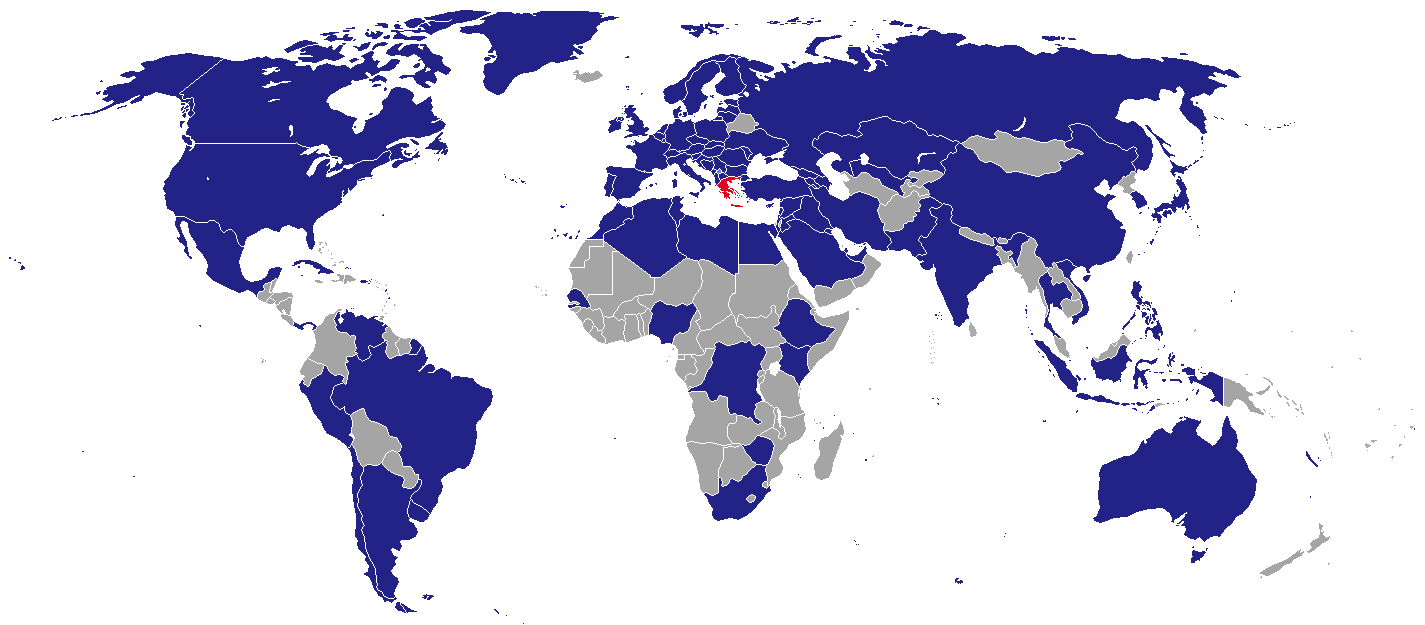
کشورهای میزبان وابسته‌های دیپلماتیک یونان

این مقاله دربرگیرندهٔ فهرست وابسته‌های دیپلماتیک یونان است، به استثنای کنسولگری‌های افتخاری.

## وابسته‌های کنونی

### آفریقا
| کشور میزبان           | شهر میزبان   | وابسته     | آکرودیته | ارجاع       |
| --------------------- | ------------ | ---------- | --- | ----------- |
| الجزایر               | الجزیره      | سفارت      | | [ ۱ ] [ ۲ ] |
| جمهوری دموکراتیک کنگو | کینشاسا      | سفارت      | کشورها: - آنگولا - جمهوری آفریقای مرکزی - چاد - جمهوری کنگو - گابن | [ ۱ ] [ ۲ ] |
| مصر                   | قاهره        | سفارت      | کشورها: - اریتره - سودان | [ ۱ ] [ ۲ ] |
| مصر                   | اسکندریه     | سرکنسول‌گری | کشورها: - اریتره - سودان | [ ۱ ]       |
| اتیوپی                | آدیس آبابا   | سفارت      | کشورها: - جیبوتی - سودان جنوبی سازمان‌های بین‌المللی: - اتحادیه آفریقا | [ ۱ ] [ ۲ ] |
| کنیا                  | نایروبی      | سفارت      | کشورها: - بوروندی - کومور - ماداگاسکار - موریس - رواندا - سیشل - سومالی - تانزانیا - اوگاندا سازمان‌های بین‌المللی: - سازمان ملل متحد - برنامه محیط زیست سازمان ملل متحد - United Nations Human Settlements Programme | [ ۱ ] [ ۲ ] |
| لیبی                  | طرابلس       | سفارت      | | [ ۱ ] [ ۲ ] |
| لیبی                  | بنغازی       | سرکنسول‌گری | [ ۳ ] |             |
| مراکش                 | رباط (مراکش) | سفارت      | کشورها: - موریتانی | [ ۱ ] [ ۲ ] |
| نیجریه                | آبوجا        | سفارت      | کشورها: - بنین - بورکینافاسو - کامرون - گینه استوایی - غنا - لیبریا - سیرالئون - توگو سازمان‌های بین‌المللی: - جامعه اقتصادی کشورهای غرب آفریقا                                                                       | [ ۱ ] [ ۲ ] |
| سنگال                 | داکار        | سفارت      | کشورها: - کیپ ورد - گامبیا - گینه - گینه بیسائو - ساحل عاج - مالی - نیجر | [ ۱ ] [ ۲ ] |
| آفریقای جنوبی         | پرتوریا      | سفارت      | کشورها: - بوتسوانا - اسواتینی - لسوتو - موزامبیک - نامیبیا | [ ۱ ] [ ۲ ] |
| آفریقای جنوبی         | ژوهانسبورگ   | سرکنسول‌گری | کشورها: - بوتسوانا - اسواتینی - لسوتو - موزامبیک - نامیبیا | [ ۱ ]       |
| آفریقای جنوبی         | کیپ‌تاون      | کنسول‌گری   | کشورها: - بوتسوانا - اسواتینی - لسوتو - موزامبیک - نامیبیا | [ ۱ ]       |
| تونس                  | تونس (شهر)   | سفارت      | | [ ۱ ] [ ۲ ] |
| زیمبابوه              | هراره        | سفارت      | کشورها: - مالاوی - زامبیا | [ ۱ ] [ ۲ ] |

### آمریکا
| کشور میزبان         | شهر میزبان       | وابسته     | آکرودیته | ارجاع             |
| ------------------- | ---------------- | ---------- | --- | ----------------- |
| آرژانتین            | بوئنوس آیرس      | سفارت      | کشورها: - بولیوی | [ ۱ ] [ ۲ ]       |
| برزیل               | برازیلیا         | سفارت      | کشورها: - سورینام | [ ۱ ] [ ۲ ]       |
| برزیل               | سائو پائولو      | سرکنسول‌گری | کشورها: - سورینام | [ ۱ ]             |
| کانادا              | اتاوا            | سفارت      | | [ ۱ ] [ ۲ ]       |
| کانادا              | مونترآل          | سرکنسول‌گری | [ ۱ ] |                   |
| کانادا              | تورنتو           | سرکنسول‌گری | [ ۱ ] |                   |
| کانادا              | ونکوور           | سرکنسول‌گری | [ ۱ ] |                   |
| شیلی                | سانتیاگو         | سفارت      | | [ ۱ ] [ ۲ ]       |
| کوبا                | هاوانا           | سفارت      | | [ ۱ ] [ ۲ ]       |
| مکزیک               | مکزیکوسیتی       | سفارت      | کشورها: - کاستاریکا - السالوادور - گواتمالا - هندوراس - جامائیکا - نیکاراگوئه - پاناما                                                                                   | [ ۱ ] [ ۲ ]       |
| پرو                 | لیما             | سفارت      | کشورها: - اکوادور | [ ۱ ] [ ۲ ]       |
| ایالات متحده آمریکا | واشینگتن، دی.سی. | سفارت      | کشورها: - باهاما سازمان‌های بین‌المللی: - سازمان کشورهای آمریکایی | [ ۱ ] [ ۲ ] [ ۴ ] |
| ایالات متحده آمریکا | بوستون           | سرکنسول‌گری | کشورها: - باهاما سازمان‌های بین‌المللی: - سازمان کشورهای آمریکایی | [ ۱ ]             |
| ایالات متحده آمریکا | شیکاگو           | سرکنسول‌گری | کشورها: - باهاما سازمان‌های بین‌المللی: - سازمان کشورهای آمریکایی | [ ۱ ]             |
| ایالات متحده آمریکا | لس آنجلس         | سرکنسول‌گری | کشورها: - باهاما سازمان‌های بین‌المللی: - سازمان کشورهای آمریکایی | [ ۱ ]             |
| ایالات متحده آمریکا | نیویورک          | سرکنسول‌گری | کشورها: - باهاما سازمان‌های بین‌المللی: - سازمان کشورهای آمریکایی | [ ۱ ]             |
| ایالات متحده آمریکا | سان فرانسیسکو    | سرکنسول‌گری | کشورها: - باهاما سازمان‌های بین‌المللی: - سازمان کشورهای آمریکایی | [ ۱ ]             |
| ایالات متحده آمریکا | تمپا، فلوریدا    | سرکنسول‌گری | کشورها: - باهاما سازمان‌های بین‌المللی: - سازمان کشورهای آمریکایی | [ ۱ ]             |
| ایالات متحده آمریکا | آتلانتا          | کنسول‌گری   | کشورها: - باهاما سازمان‌های بین‌المللی: - سازمان کشورهای آمریکایی | [ ۱ ]             |
| ایالات متحده آمریکا | هیوستون          | کنسول‌گری   | کشورها: - باهاما سازمان‌های بین‌المللی: - سازمان کشورهای آمریکایی | [ ۱ ]             |
| اروگوئه             | مونته‌ویدئو       | سفارت      | کشورها: - پاراگوئه | [ ۱ ] [ ۲ ]       |
| ونزوئلا             | کاراکاس          | سفارت      | کشورها: - آنتیگوآ و باربودا - باربادوس - کلمبیا - دومینیکا - جمهوری دومینیکن - گویان - هائیتی - سنت کیتس و نویس - سنت لوسیا - سنت وینسنت و گرنادین‌ها - ترینیداد و توباگو | [ ۱ ] [ ۲ ]       |

### آسیا
| کشور میزبان       | شهر میزبان | وابسته     | آکرودیته                                                                          | ارجاع       |
| ----------------- | ---------- | ---------- | --------------------------------------------------------------------------------- | ----------- |
| ارمنستان          | ایروان     | سفارت      |                                                                                   | [ ۱ ] [ ۲ ] |
| جمهوری آذربایجان  | باکو       | سفارت      |                                                                                   | [ ۱ ] [ ۲ ] |
| چین               | پکن        | سفارت      | کشورها: - مغولستان                                                                | [ ۱ ] [ ۲ ] |
| چین               | گوانگ‌ژو    | سرکنسول‌گری | کشورها: - مغولستان                                                                | [ ۱ ]       |
| چین               | هنگ کنگ    | سرکنسول‌گری | کشورها: - مغولستان                                                                | [ ۱ ]       |
| چین               | شانگهای    | سرکنسول‌گری | کشورها: - مغولستان                                                                | [ ۱ ]       |
| گرجستان           | تفلیس      | سفارت      |                                                                                   | [ ۱ ]       |
| هند               | دهلی نو    | سفارت      | کشورها: - بنگلادش - مالدیو - نپال - سری‌لانکا                                      | [ ۱ ] [ ۲ ] |
| اندونزی           | جاکارتا    | سفارت      | کشورها: - تیمور شرقی - مالزی سازمان‌های بین‌المللی: - اتحادیه کشورهای جنوب شرق آسیا | [ ۱ ] [ ۲ ] |
| ایران             | تهران      | سفارت      |                                                                                   | [ ۱ ] [ ۲ ] |
| عراق              | بغداد      | سفارت      |                                                                                   | [ ۱ ] [ ۲ ] |
| عراق              | اربیل      | سرکنسول‌گری | [ ۱ ]                                                                             |             |
| اسرائیل           | تل‌آویو     | سفارت      |                                                                                   | [ ۱ ] [ ۲ ] |
| اسرائیل           | اورشلیم    | سرکنسول‌گری | [ ۱ ] [ ۲ ]                                                                       |             |
| ژاپن              | توکیو      | سفارت      | کشورها: - جزایر مارشال - ایالات فدرال میکرونزی - تووالو                           | [ ۱ ] [ ۲ ] |
| اردن              | امان       | سفارت      |                                                                                   | [ ۱ ] [ ۲ ] |
| قزاقستان          | نورسلطان   | سفارت      | کشورها: - قرقیزستان                                                               | [ ۱ ] [ ۲ ] |
| کویت              | کویت (شهر) | سفارت      | کشورها: - بحرین                                                                   | [ ۱ ] [ ۲ ] |
| لبنان             | بیروت      | سفارت      |                                                                                   | [ ۱ ] [ ۲ ] |
| پاکستان           | اسلام‌آباد  | سفارت      | کشورها: - افغانستان                                                               | [ ۱ ] [ ۲ ] |
| فیلیپین           | مانیل      | سفارت      | کشورها: - پالائو                                                                  | [ ۱ ] [ ۲ ] |
| قطر               | دوحه       | سفارت      |                                                                                   | [ ۱ ] [ ۲ ] |
| عربستان سعودی     | ریاض       | سفارت      | کشورها: - عمان - یمن                                                              | [ ۱ ] [ ۲ ] |
| عربستان سعودی     | جده        | سرکنسول‌گری | کشورها: - عمان - یمن                                                              | [ ۱ ]       |
| سنگاپور           | سنگاپور    | سفارت      | کشورها: - برونئی                                                                  | [ ۱ ] [ ۲ ] |
| کره جنوبی         | سئول       | سفارت      | کشورها: - کره شمالی                                                               | [ ۱ ] [ ۲ ] |
| سوریه             | دمشق       | سفارت      |                                                                                   | [ ۱ ]       |
| تایلند            | بانکوک     | سفارت      | کشورها: - کامبوج - میانمار                                                        | [ ۱ ] [ ۲ ] |
| ترکیه             | آنکارا     | سفارت      |                                                                                   | [ ۱ ] [ ۲ ] |
| ترکیه             | استانبول   | سرکنسول‌گری | [ ۱ ]                                                                             |             |
| ترکیه             | ازمیر      | سرکنسول‌گری | [ ۱ ]                                                                             |             |
| ترکیه             | ادرنه      | کنسول‌گری   | [ ۱ ]                                                                             |             |
| امارات متحده عربی | ابوظبی     | سفارت      |                                                                                   | [ ۱ ] [ ۲ ] |
| ویتنام            | هانوی      | سفارت      | کشورها: - لائوس                                                                   | [ ۱ ] [ ۲ ] |

### اروپا
| کشور میزبان     | شهر میزبان       | وابسته          | آکرودیته | ارجاع             |
| --------------- | ---------------- | --------------- | --- | ----------------- |
| آلبانی          | تیرانا           | سفارت           | | [ ۱ ] [ ۲ ]       |
| آلبانی          | گیروکاستر        | سرکنسول‌گری      | [ ۱ ] |                   |
| آلبانی          | کورچه            | سرکنسول‌گری      | [ ۱ ] |                   |
| اتریش           | وین              | سفارت           | سازمان‌های بین‌المللی: - سازمان ملل متحد - آژانس بین‌المللی انرژی اتمی - سازمان توسعه صنعتی ملل متحد - UNODC - UNCITRAL | [ ۱ ] [ ۲ ] [ ۵ ] |
| بوسنی و هرزگوین | سارایوو          | سفارت           | | [ ۱ ] [ ۲ ]       |
| بلژیک           | بروکسل           | سفارت           | | [ ۱ ] [ ۲ ]       |
| بلغارستان       | صوفیه            | سفارت           | | [ ۱ ] [ ۲ ]       |
| کرواسی          | زاگرب            | سفارت           | | [ ۱ ] [ ۲ ]       |
| قبرس            | نیکوزیا          | سفارت           | | [ ۱ ] [ ۲ ]       |
| جمهوری چک       | پراگ             | سفارت           | | [ ۱ ] [ ۲ ]       |
| دانمارک         | کپنهاگ           | سفارت           | | [ ۱ ] [ ۲ ]       |
| استونی          | تالین            | سفارت           | | [ ۱ ] [ ۲ ]       |
| فنلاند          | هلسینکی          | سفارت           | | [ ۱ ] [ ۲ ]       |
| فرانسه          | پاریس            | سفارت           | کشورها: - موناکو | [ ۱ ] [ ۲ ]       |
| آلمان           | برلین            | سفارت           | | [ ۱ ] [ ۲ ]       |
| آلمان           | دوسلدورف         | سرکنسول‌گری      | [ ۱ ] |                   |
| آلمان           | فرانکفورت        | سرکنسول‌گری      | [ ۱ ] |                   |
| آلمان           | هامبورگ          | سرکنسول‌گری      | [ ۱ ] |                   |
| آلمان           | مونیخ            | سرکنسول‌گری      | [ ۱ ] |                   |
| آلمان           | اشتوتگارت        | سرکنسول‌گری      | [ ۱ ] |                   |
| سریر مقدس       | رم               | سفارت           | | [ ۱ ] [ ۲ ]       |
| مجارستان        | بوداپست          | سفارت           | | [ ۱ ] [ ۲ ]       |
| جمهوری ایرلند   | دوبلین           | سفارت           | | [ ۱ ] [ ۲ ]       |
| ایتالیا         | رم               | سفارت           | کشورها: - سان مارینو سازمان‌های بین‌المللی: - فائو - صندوق بین‌المللی توسعه کشاورزی - برنامه جهانی غذا                  | [ ۱ ] [ ۲ ] [ ۶ ] |
| کوزوو           | پریشتینا         | دفتر حافظ منافع | | [ ۱ ] [ ۲ ]       |
| لتونی           | ریگا             | سفارت           | | [ ۱ ] [ ۲ ]       |
| لیتوانی         | ویلنیوس          | سفارت           | | [ ۱ ] [ ۲ ]       |
| لوکزامبورگ      | لوکزامبورگ (شهر) | سفارت           | | [ ۱ ] [ ۲ ]       |
| مالت            | والتا            | سفارت           | | [ ۱ ] [ ۲ ]       |
| مونته‌نگرو       | پودگوریتسا       | سفارت           | | [ ۱ ] [ ۲ ]       |
| هلند            | لاهه             | سفارت           | سازمان‌های بین‌المللی: - OPCW                                                                                          | [ ۱ ] [ ۲ ] [ ۷ ] |
| مقدونیه شمالی   | اسکوپیه          | سفارت           | | [ ۱ ] [ ۲ ]       |
| مقدونیه شمالی   | بیتولا           | سرکنسول‌گری      | [ ۱ ] [ ۲ ] |                   |
| نروژ            | اسلو             | سفارت           | کشورها: - ایسلند | [ ۱ ] [ ۲ ]       |
| لهستان          | ورشو             | سفارت           | | [ ۱ ] [ ۲ ]       |
| پرتغال          | لیسبون           | سفارت           | کشورها: - سائوتومه و پرنسیپ                                                                                          | [ ۱ ] [ ۲ ]       |
| رومانی          | بخارست           | سفارت           | کشورها: - مولدووا | [ ۱ ] [ ۲ ]       |
| روسیه           | مسکو             | سفارت           | کشورها: - بلاروس - تاجیکستان - ترکمنستان - ازبکستان                                                                  | [ ۱ ] [ ۲ ]       |
| روسیه           | نووراسییسک       | سرکنسول‌گری      | کشورها: - بلاروس - تاجیکستان - ترکمنستان - ازبکستان                                                                  | [ ۱ ]             |
| روسیه           | سن پترزبورگ      | سرکنسول‌گری      | کشورها: - بلاروس - تاجیکستان - ترکمنستان - ازبکستان                                                                  | [ ۱ ]             |
| صربستان         | بلگراد           | سفارت           | | [ ۱ ] [ ۲ ]       |
| اسلواکی         | براتیسلاوا       | سفارت           | | [ ۱ ] [ ۲ ]       |
| اسلوونی         | لیوبلیانا        | سفارت           | | [ ۱ ] [ ۲ ]       |
| اسپانیا         | مادرید           | سفارت           | کشورها: - آندورا | [ ۱ ] [ ۲ ]       |
| سوئد            | استکهلم          | سفارت           | | [ ۱ ] [ ۲ ]       |
| سوئیس           | برن (سوئیس)      | سفارت           | کشورها: - لیختن‌اشتاین                                                                                                | [ ۱ ] [ ۲ ]       |
| سوئیس           | ژنو              | سرکنسول‌گری      | کشورها: - لیختن‌اشتاین                                                                                                | [ ۱ ]             |
| اوکراین         | کی‌یف             | سفارت           | | [ ۱ ] [ ۲ ]       |
| اوکراین         | ماریوپل          | سرکنسول‌گری      | [ ۱ ] |                   |
| اوکراین         | اودسا            | سرکنسول‌گری      | [ ۱ ] |                   |
| بریتانیا        | لندن             | سفارت           | | [ ۱ ] [ ۲ ]       |

### اقیانوسیه
| کشور میزبان | شهر میزبان | وابسته     | آکرودیته                                                                                     | ارجاع       |
| ----------- | ---------- | ---------- | -------------------------------------------------------------------------------------------- | ----------- |
| استرالیا    | کانبرا     | سفارت      | کشورها: - فیجی - کیریباتی - نائورو - نیوزیلند - پاپوآ گینه نو - ساموآ - جزایر سلیمان - تونگا | [ ۱ ] [ ۲ ] |
| استرالیا    | آدلاید     | سرکنسول‌گری | کشورها: - فیجی - کیریباتی - نائورو - نیوزیلند - پاپوآ گینه نو - ساموآ - جزایر سلیمان - تونگا | [ ۱ ]       |
| استرالیا    | ملبورن     | سرکنسول‌گری | کشورها: - فیجی - کیریباتی - نائورو - نیوزیلند - پاپوآ گینه نو - ساموآ - جزایر سلیمان - تونگا | [ ۱ ]       |
| استرالیا    | سیدنی      | سرکنسول‌گری | کشورها: - فیجی - کیریباتی - نائورو - نیوزیلند - پاپوآ گینه نو - ساموآ - جزایر سلیمان - تونگا | [ ۱ ]       |
| استرالیا    | پرث        | کنسول‌گری   | کشورها: - فیجی - کیریباتی - نائورو - نیوزیلند - پاپوآ گینه نو - ساموآ - جزایر سلیمان - تونگا | [ ۱ ]       |

### سازمان‌های چندجانبه
| سازمان          | شهر میزبان | کشور میزبان         | وابسته        | آکرودیته                                  | ارجاع        |
| --------------- | ---------- | ------------------- | ------------- | ----------------------------------------- | ------------ |
| شورای اروپا     | استراسبورگ | فرانسه              | نمایندگی دائم |                                           | [ ۲ ]        |
| اتحادیه اروپا   | بروکسل     | بلژیک               | نمایندگی دائم |                                           | [ ۲ ] [ ۸ ]  |
| ICAO            | مونترآل    | کانادا              | نمایندگی دائم |                                           | [ ۲ ] [ ۹ ]  |
| ناتو            | بروکسل     | بلژیک               | نمایندگی دائم |                                           | [ ۲ ] [ ۱۰ ] |
| OECD            | پاریس      | فرانسه              | نمایندگی دائم |                                           | [ ۲ ]        |
| OSCE            | وین        | اتریش               | نمایندگی دائم |                                           | [ ۲ ] [ ۱۱ ] |
| سازمان ملل متحد | نیویورک    | ایالات متحده آمریکا | نمایندگی دائم |                                           | [ ۲ ] [ ۱۲ ] |
| سازمان ملل متحد | ژنو        | سوئیس               | نمایندگی دائم | سازمان‌های بین‌المللی: - سازمان تجارت جهانی | [ ۲ ] [ ۱۳ ] |
| یونسکو          | پاریس      | فرانسه              | نمایندگی دائم |                                           | [ ۲ ]        |

## نگارخانه

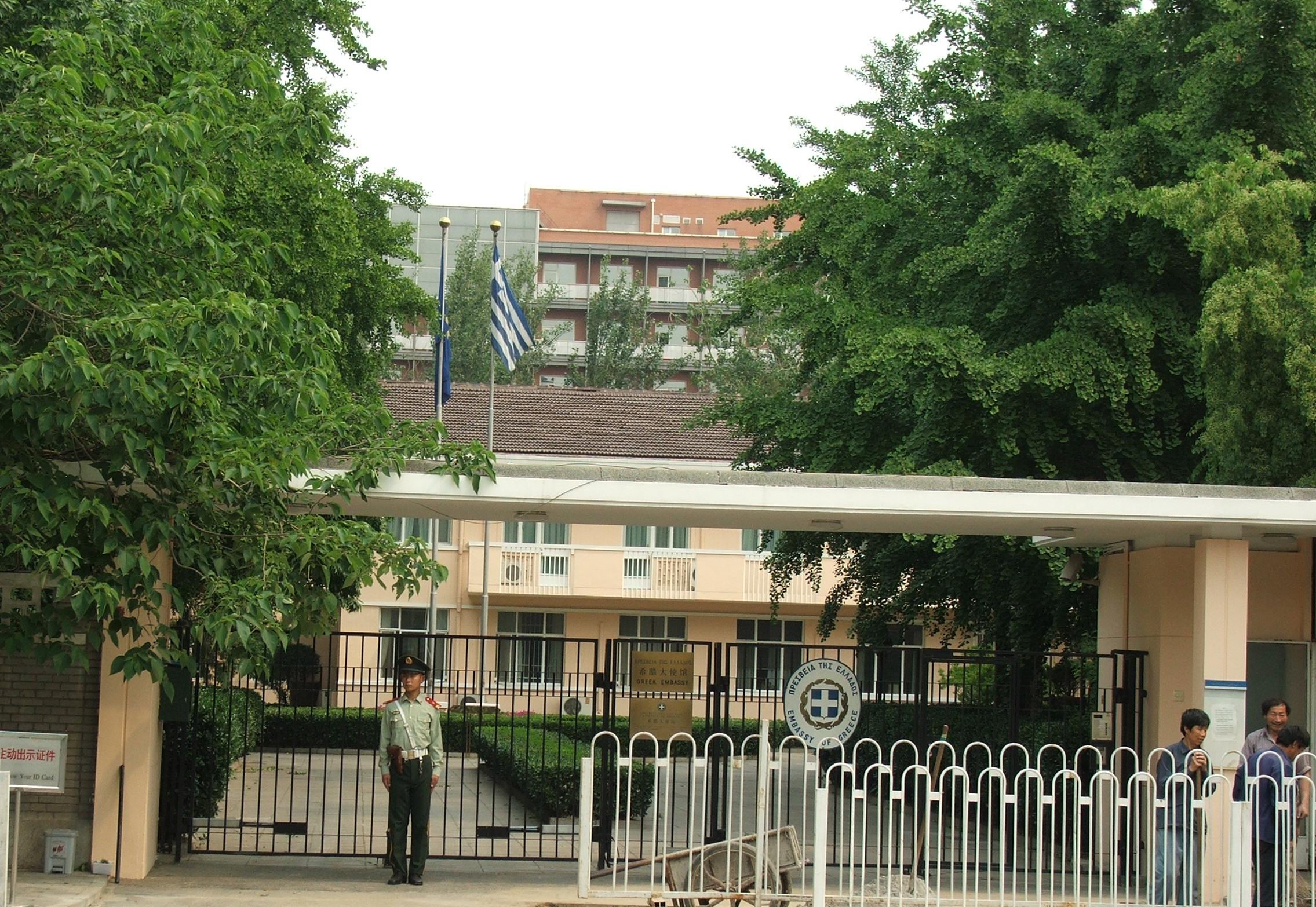
سفارت‌خانهٔ یونان در پکن
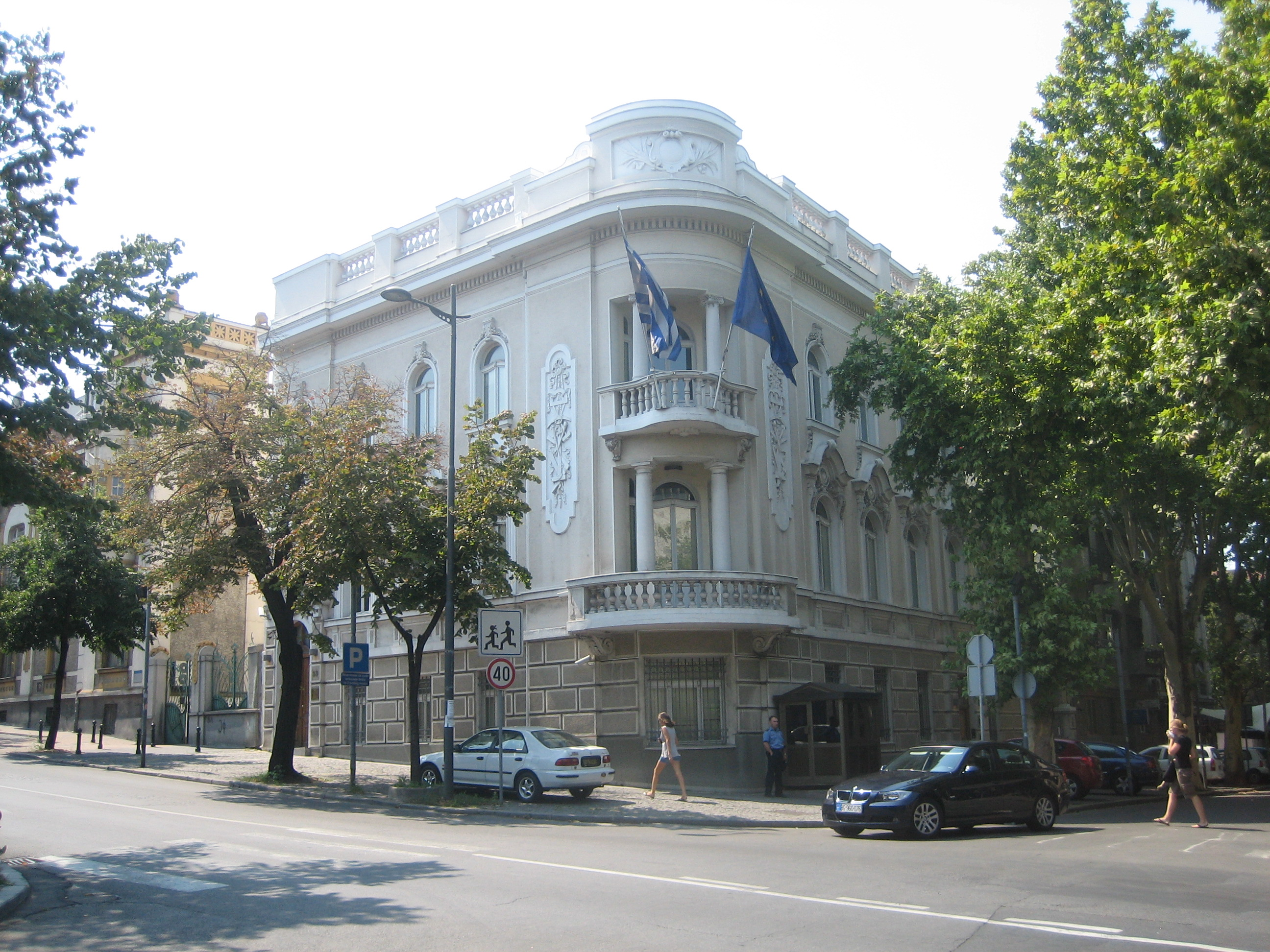
سفارت‌خانهٔ یونان در بلگراد
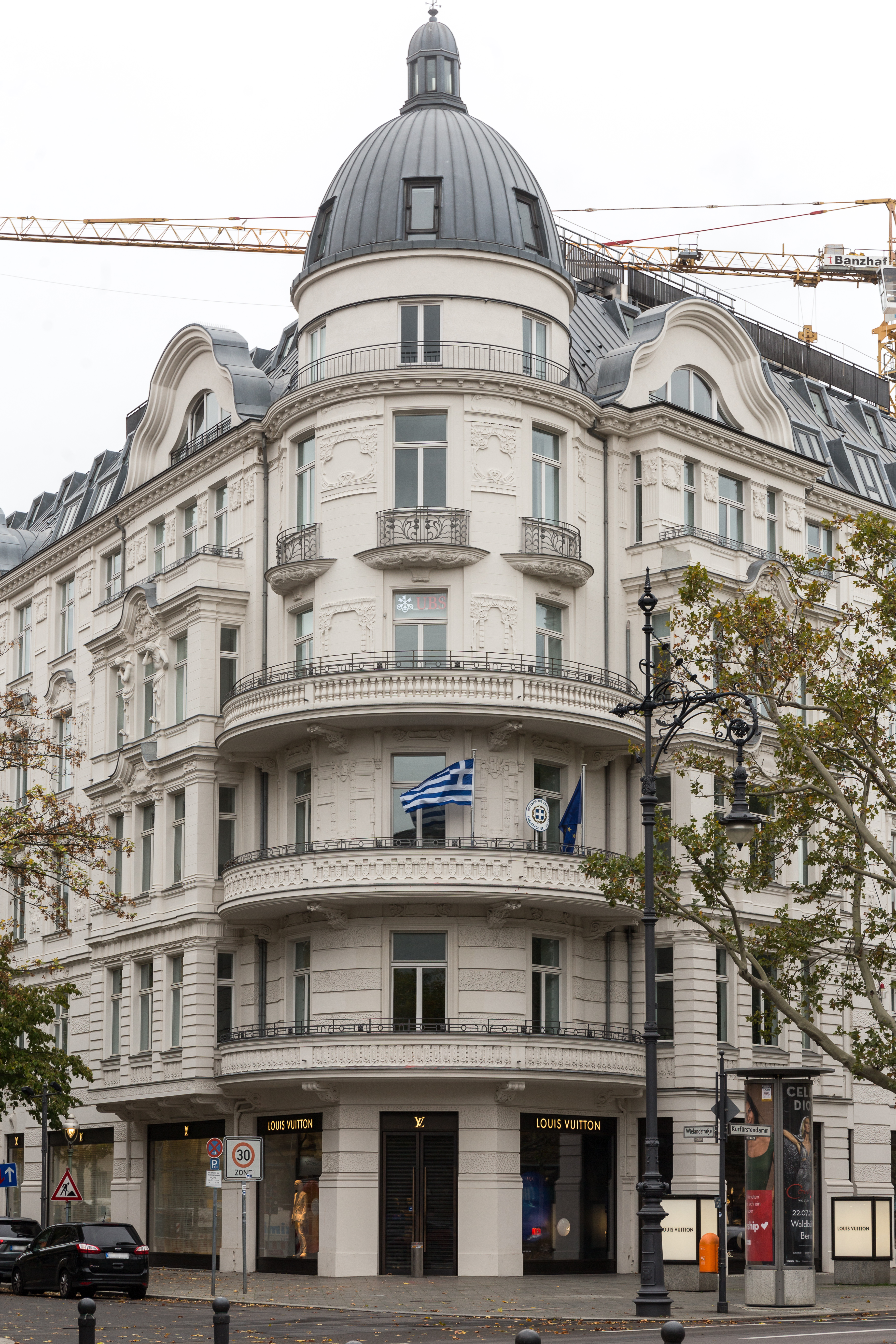
سفارت‌خانهٔ یونان در برلین
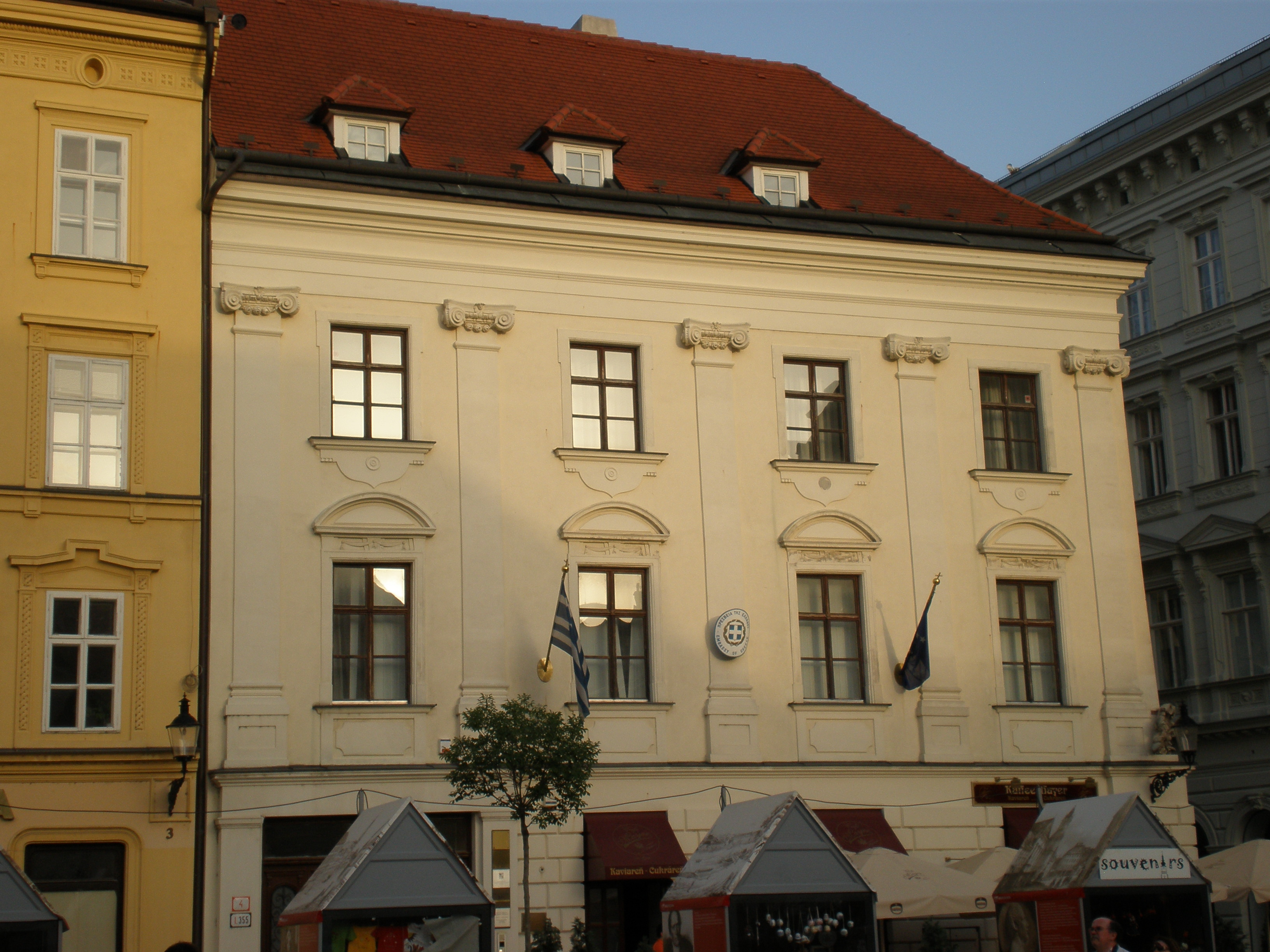
سفارت‌خانهٔ یونان در براتیسلاوا
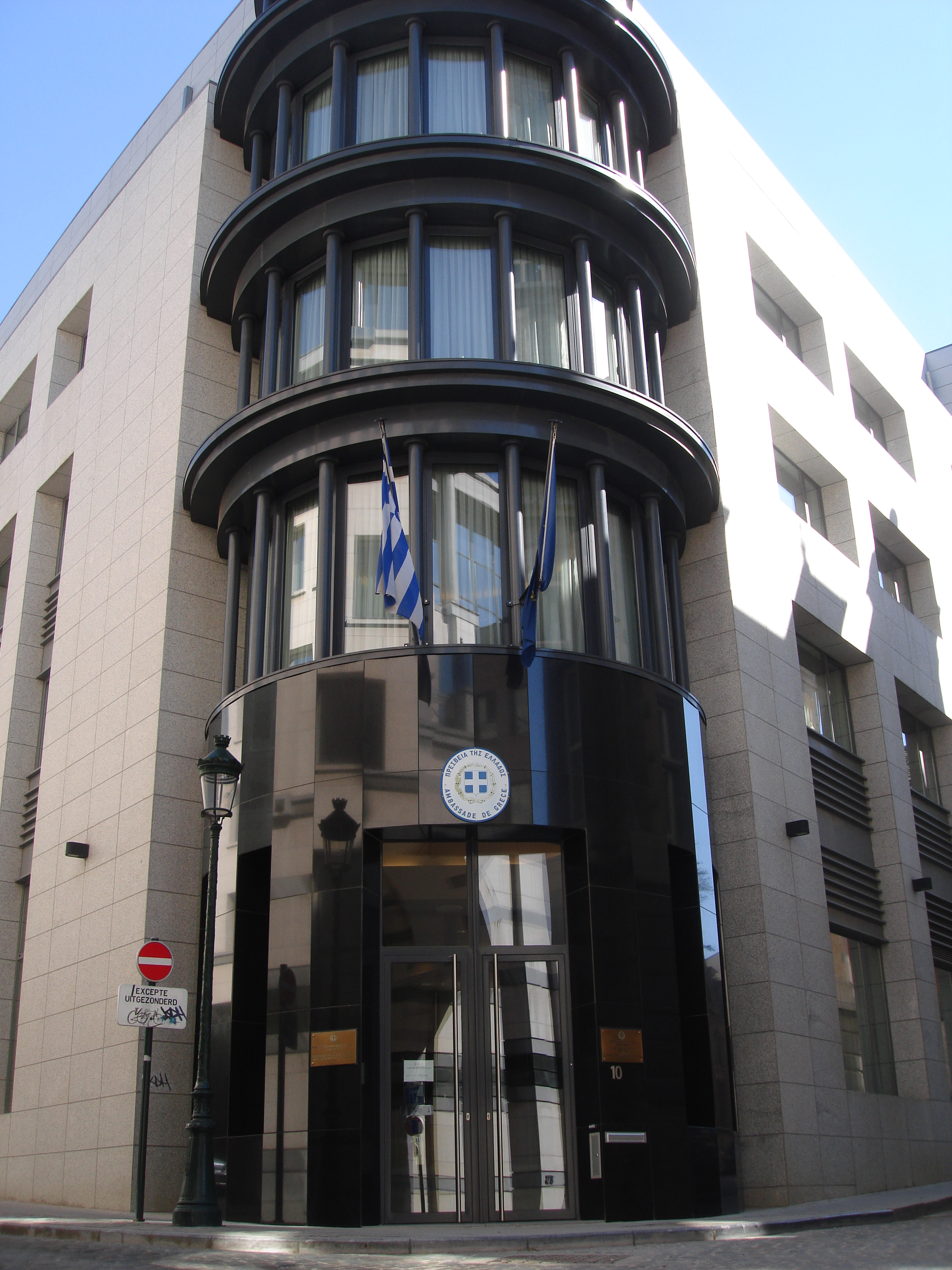
سفارت‌خانهٔ یونان در بروکسل
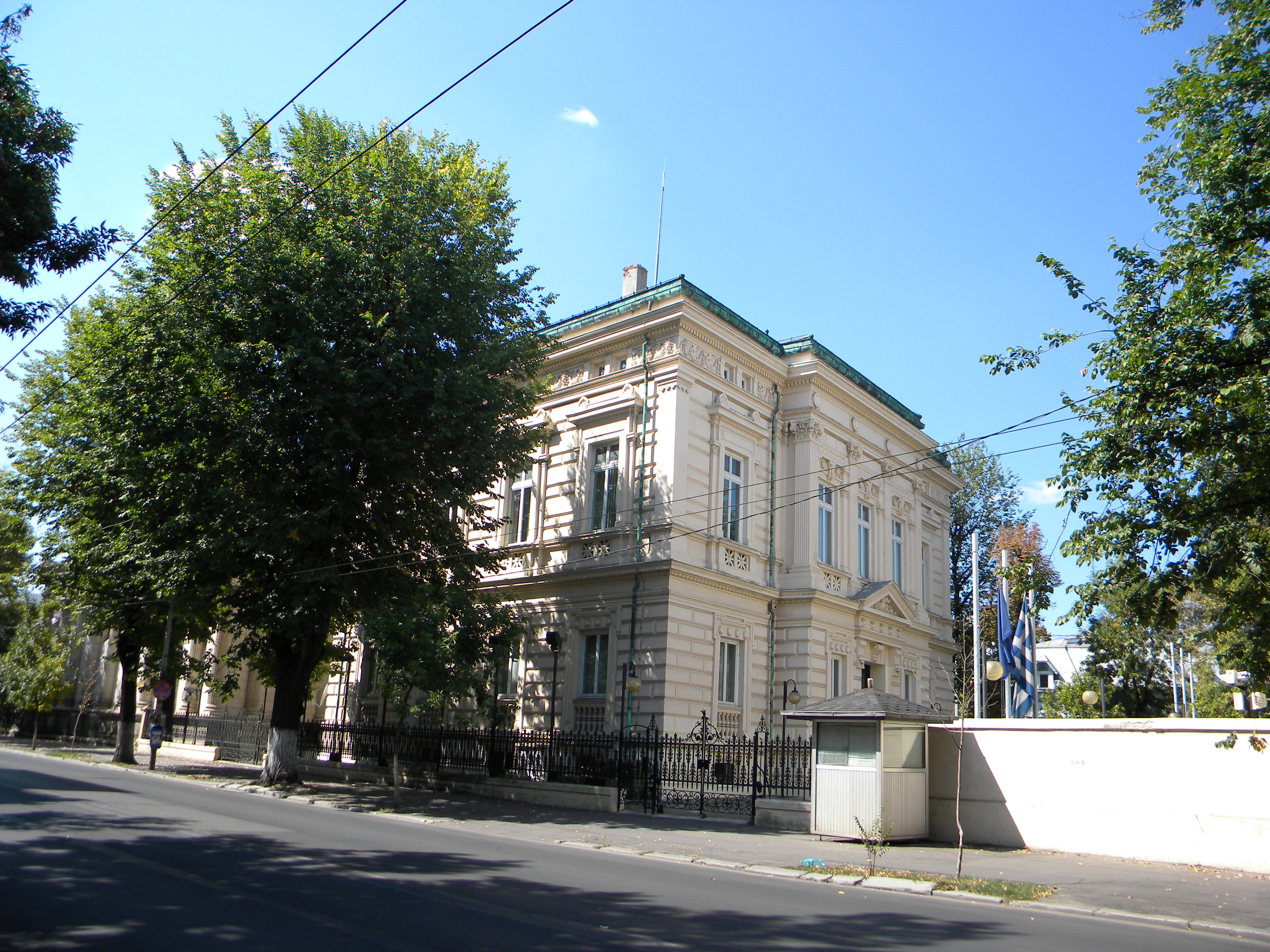
سفارت‌خانهٔ یونان در بخارست
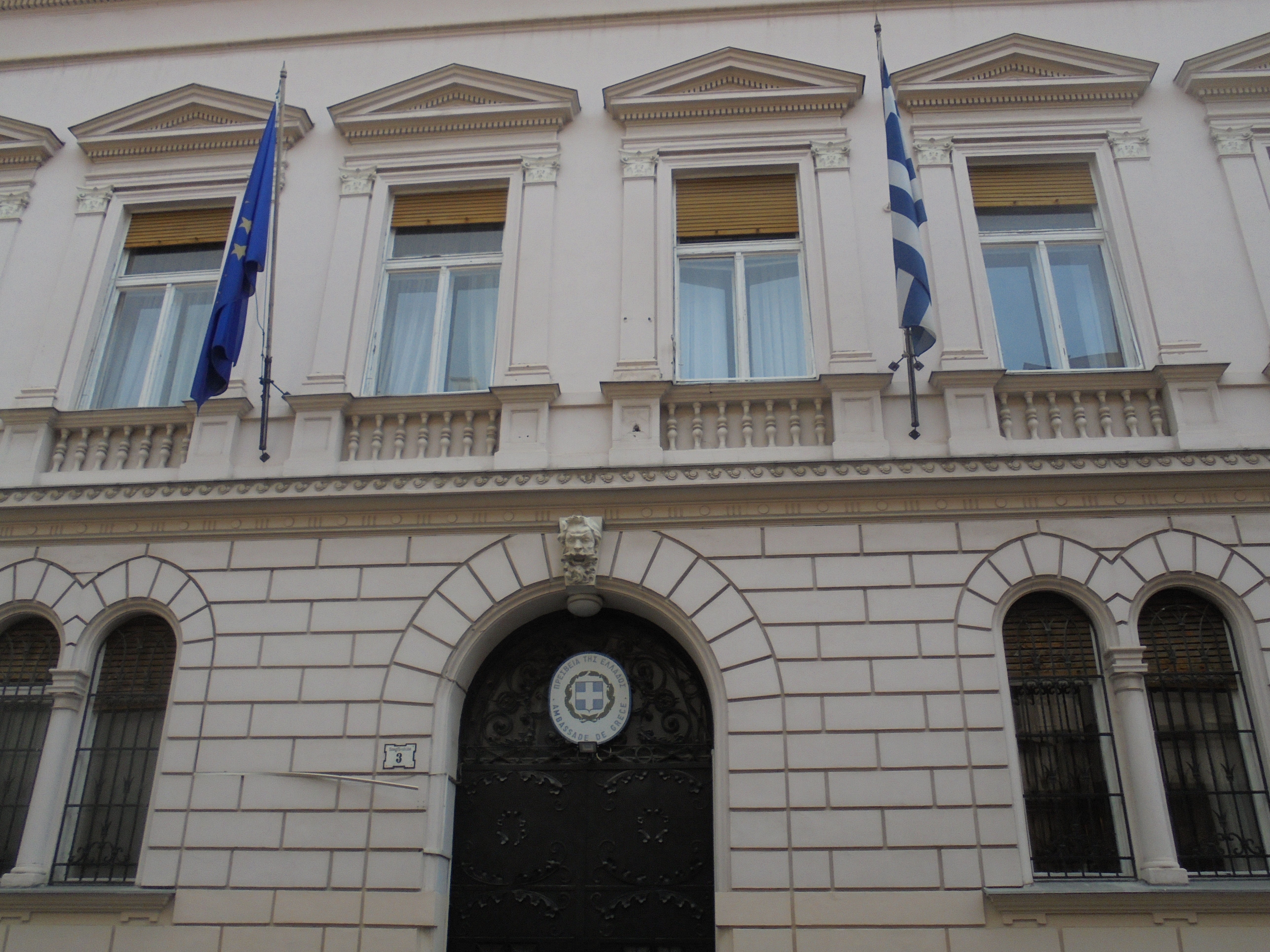
سفارت‌خانهٔ یونان در بوداپست
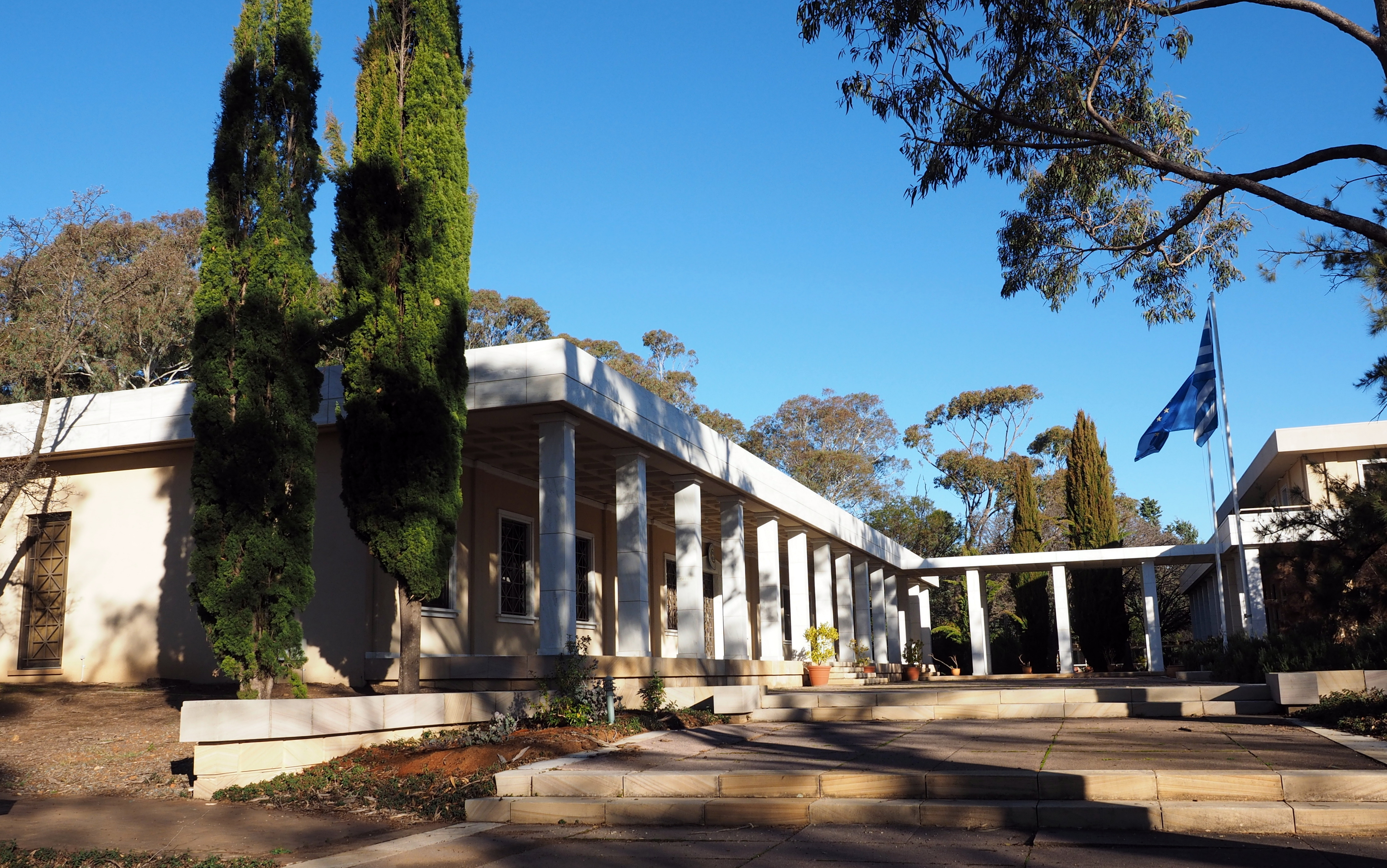
سفارت‌خانهٔ یونان در کانبرا
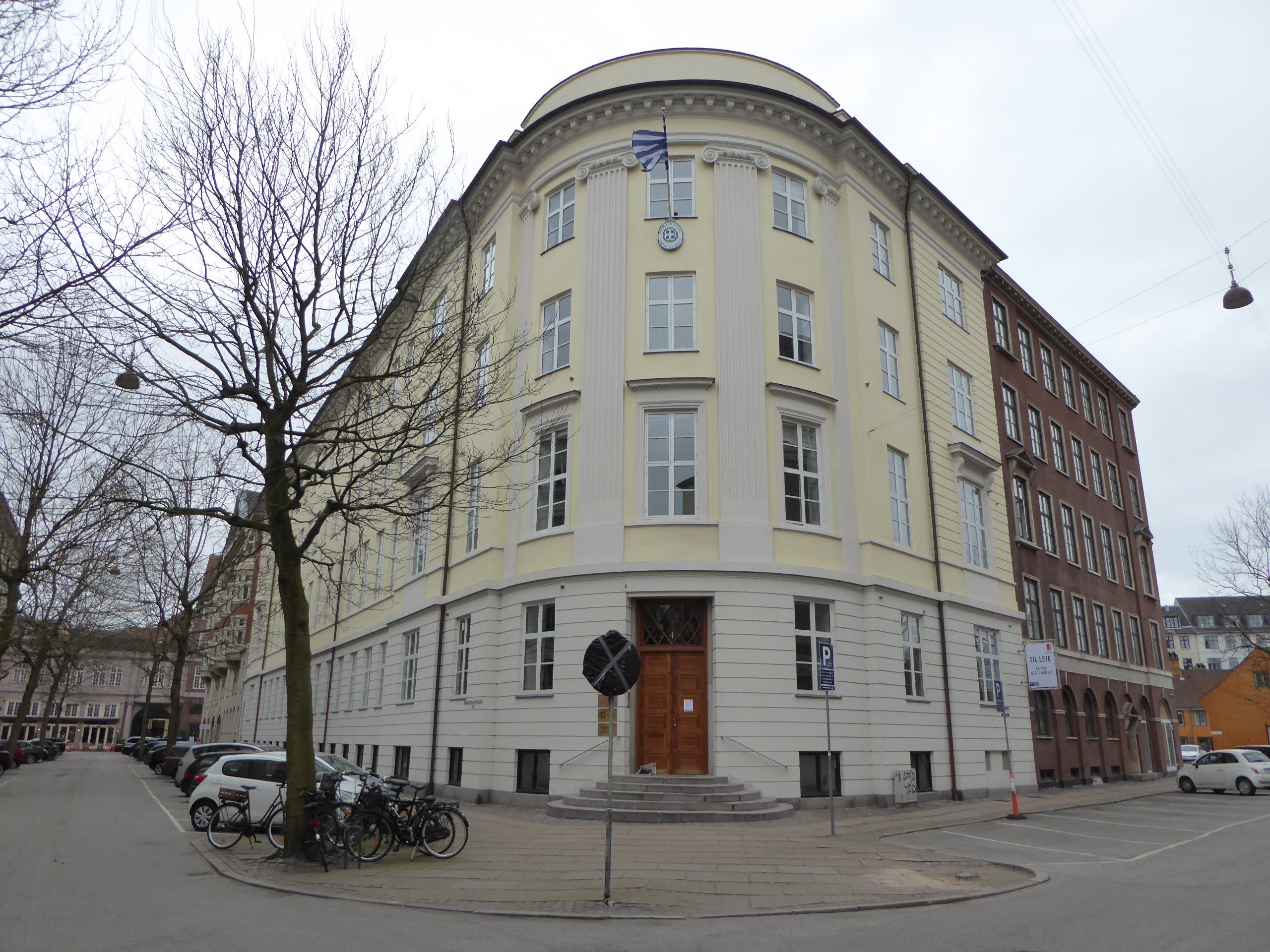
سفارت‌خانهٔ یونان در کپنهاگ
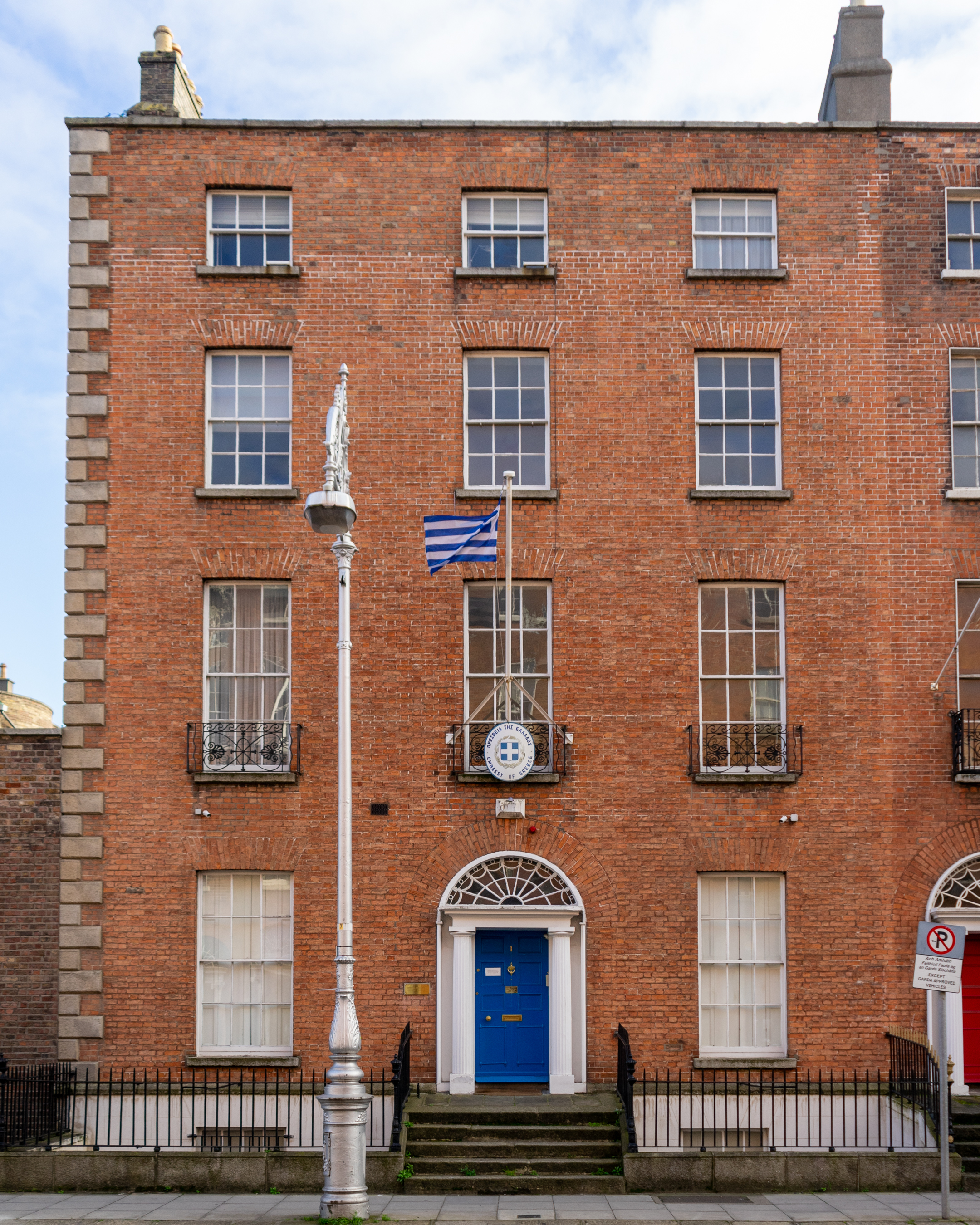
سفارت‌خانهٔ یونان در دوبلین
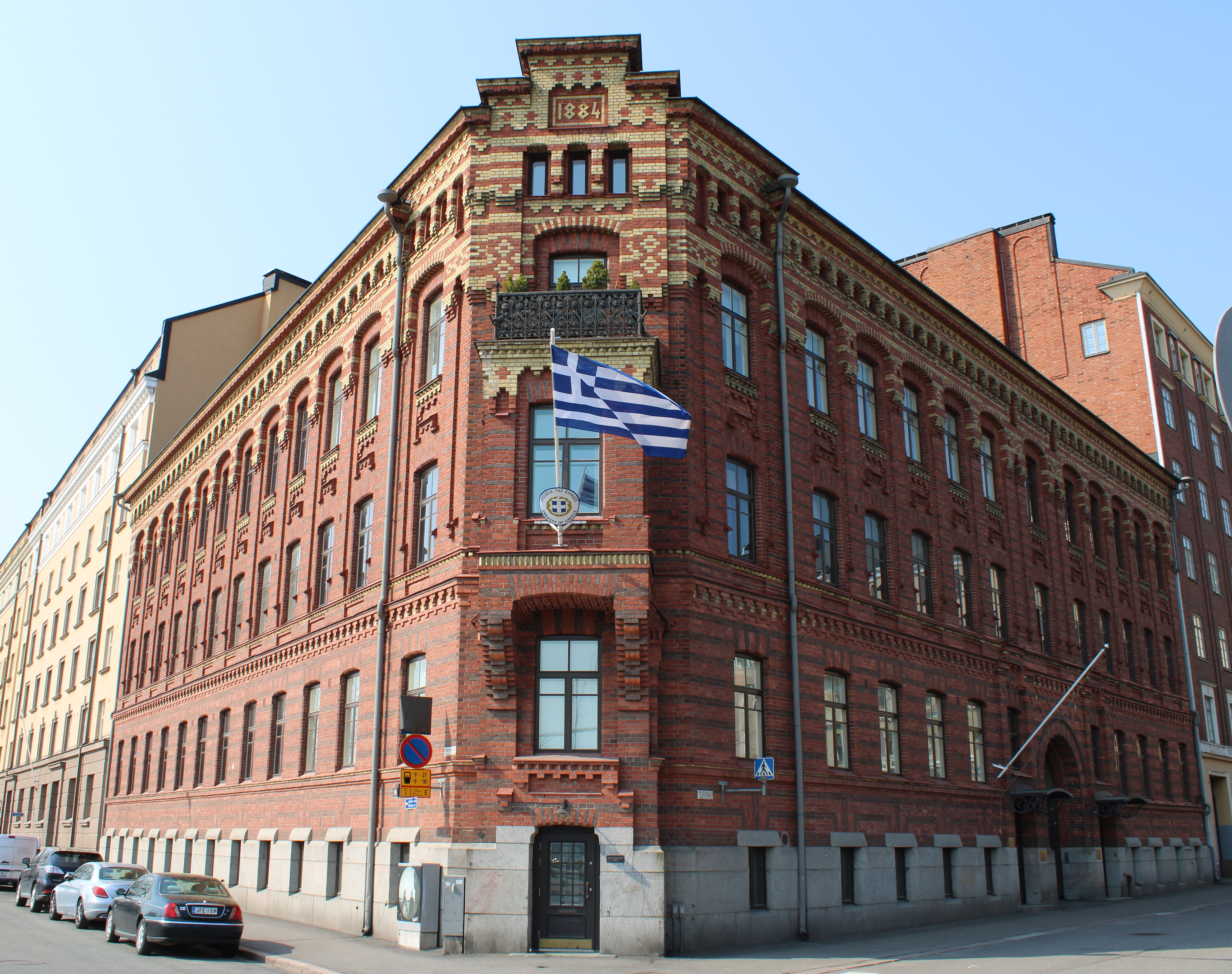
سفارت‌خانهٔ یونان در هلسینکی
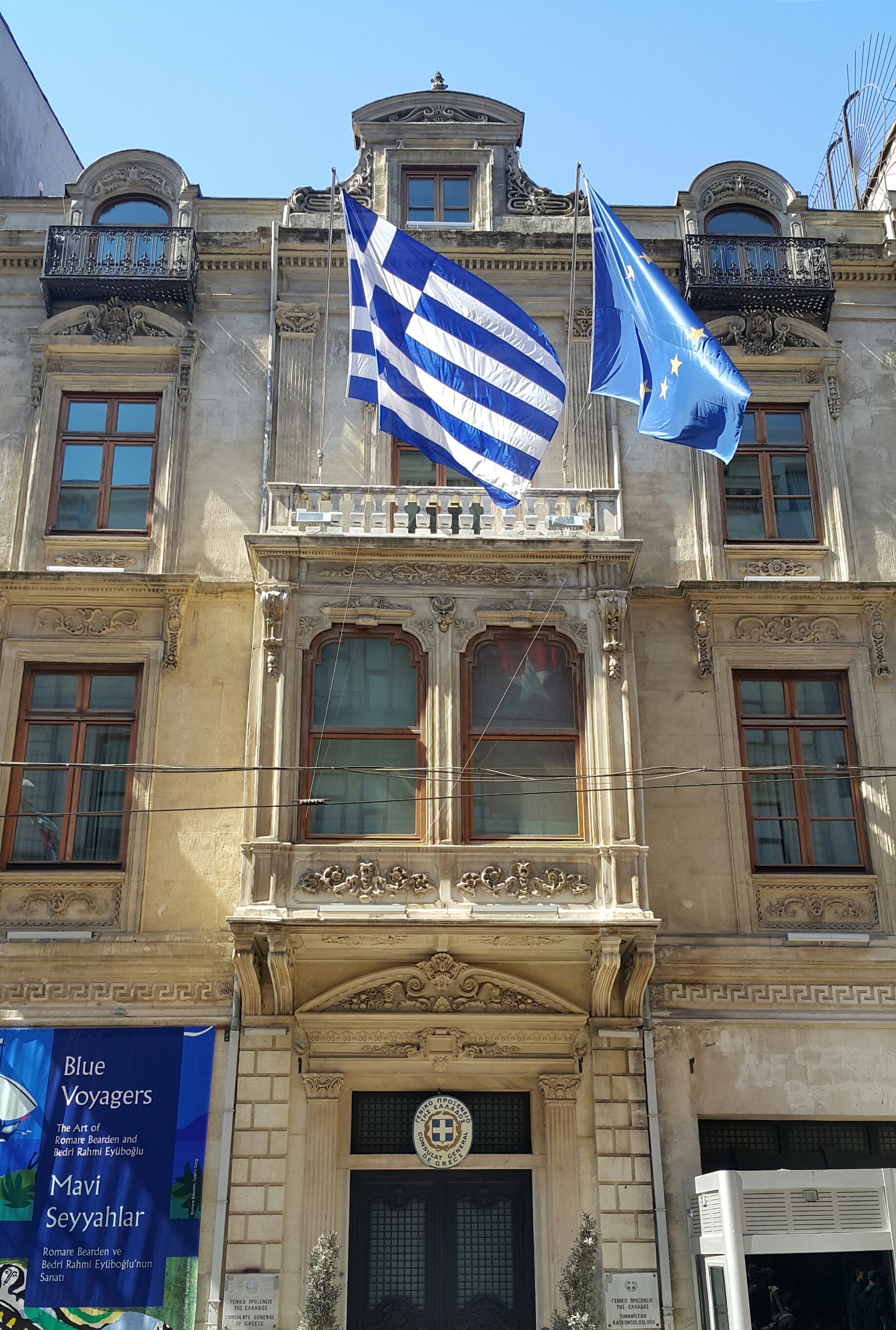
سرکنسول‌گری in استانبول
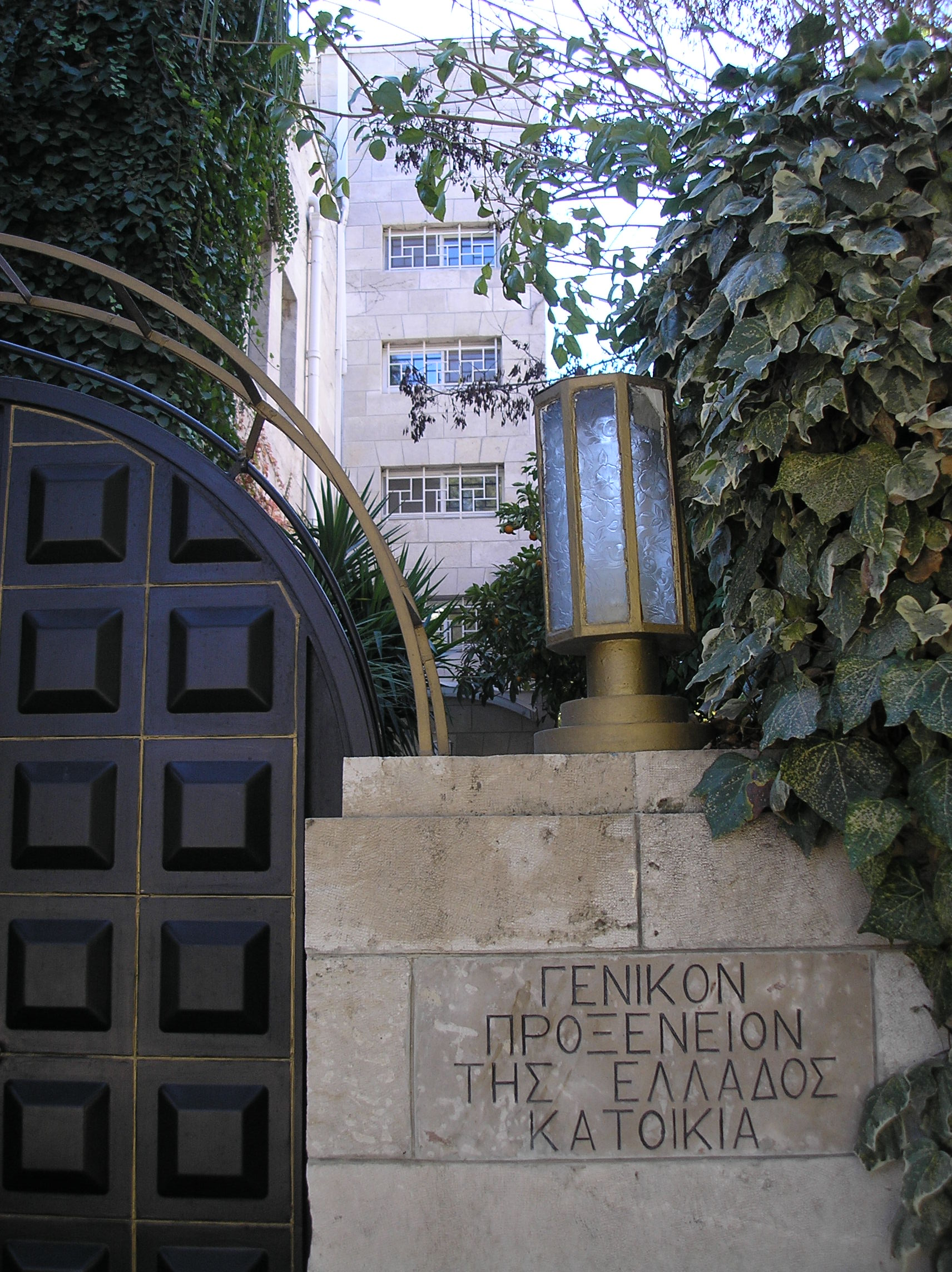
سرکنسول‌گری یونان در اورشلیم
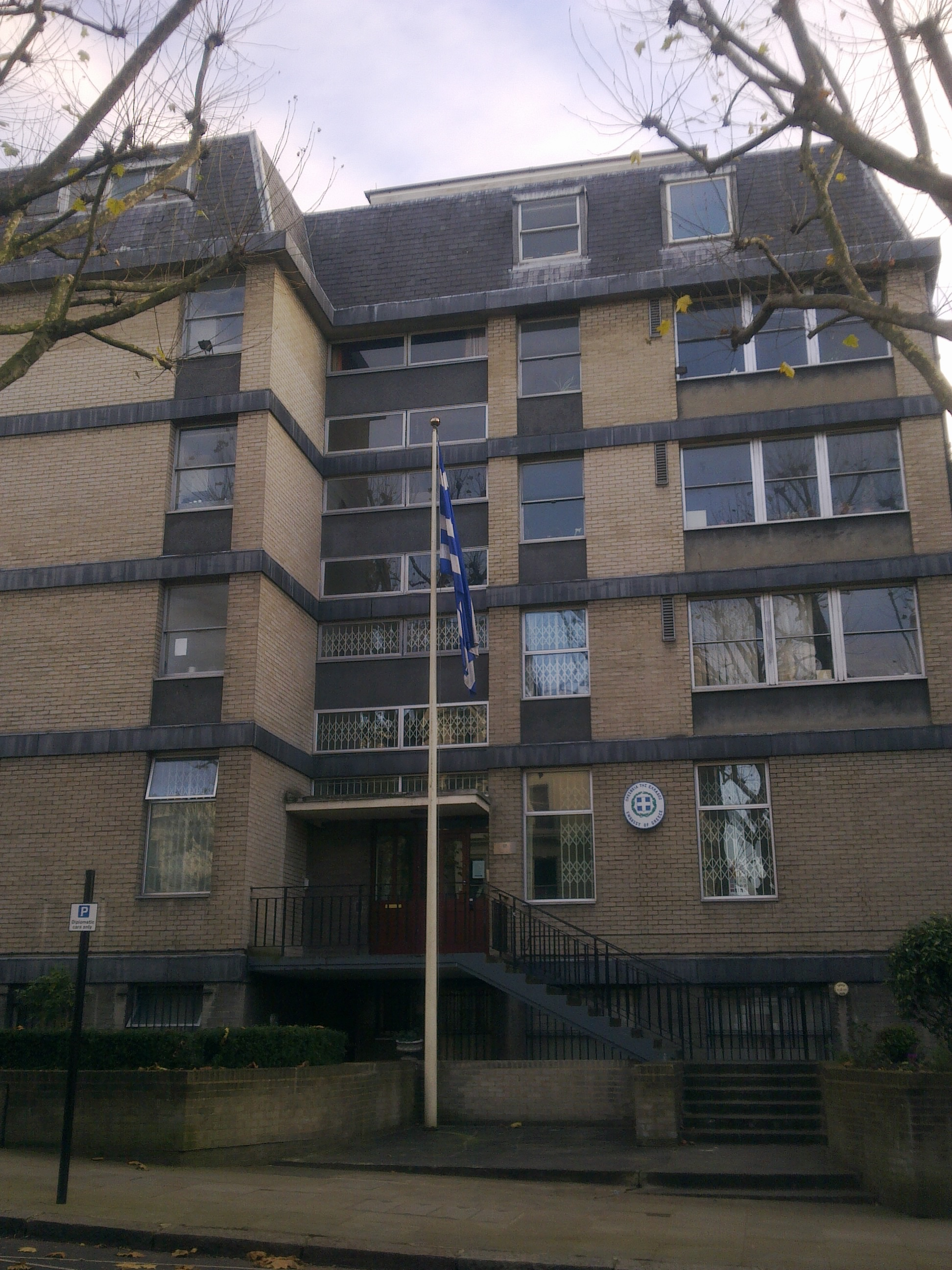
سفارت‌خانهٔ یونان در لندن
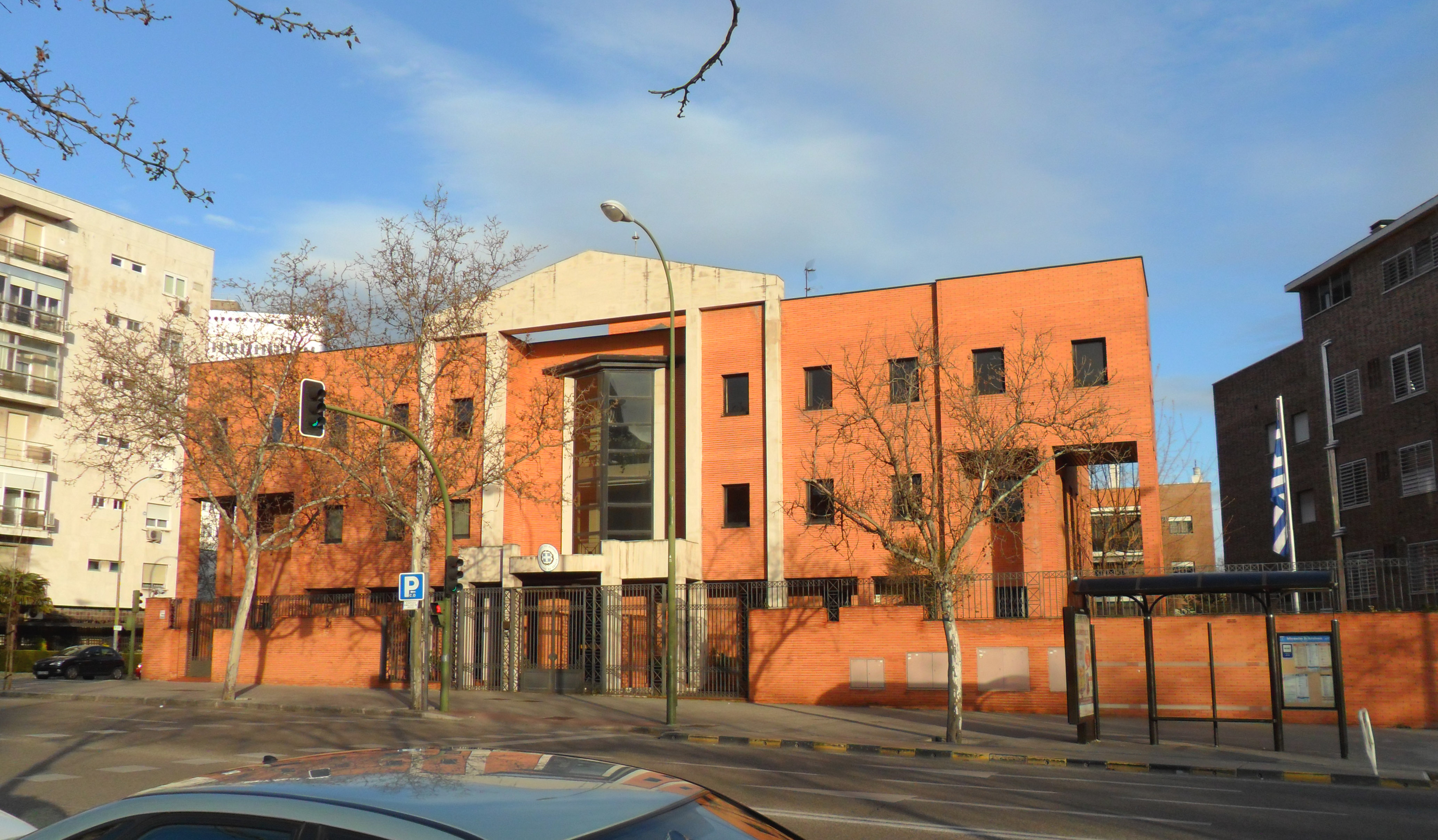
سفارت‌خانهٔ یونان در مادرید
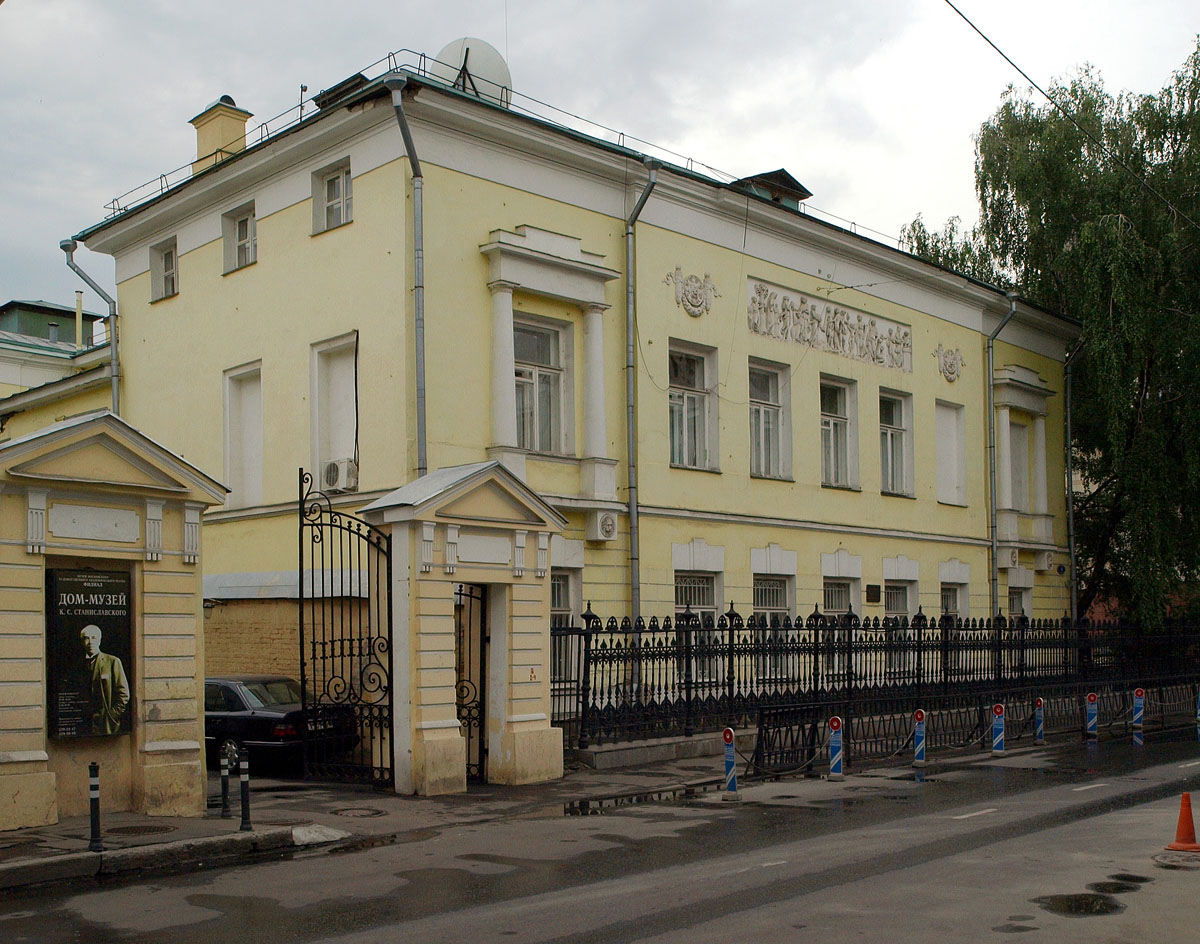
[سفارت‌خانهٔ یونان در مسکو
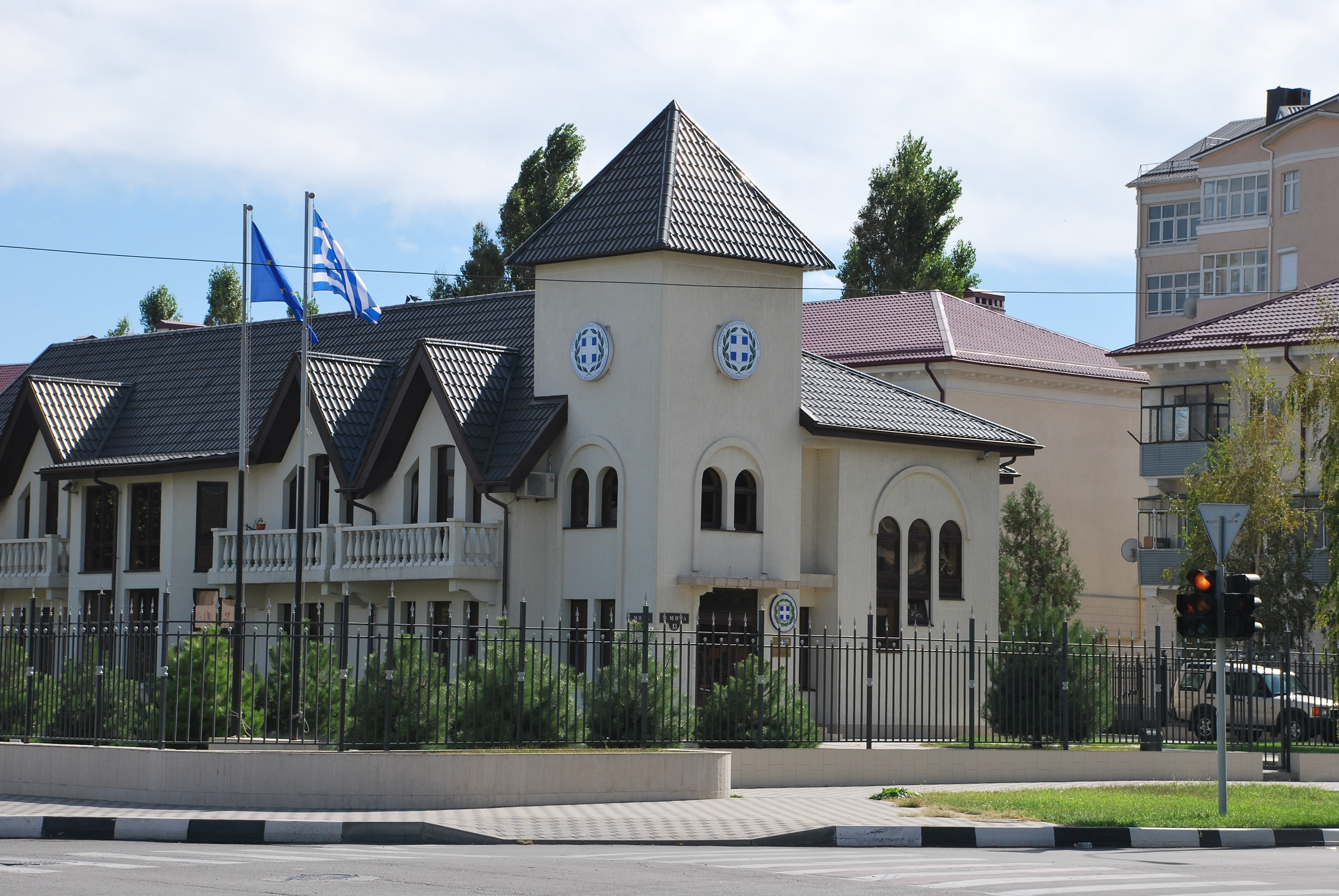
سرکنسول‌گری یونان در نووراسییسک
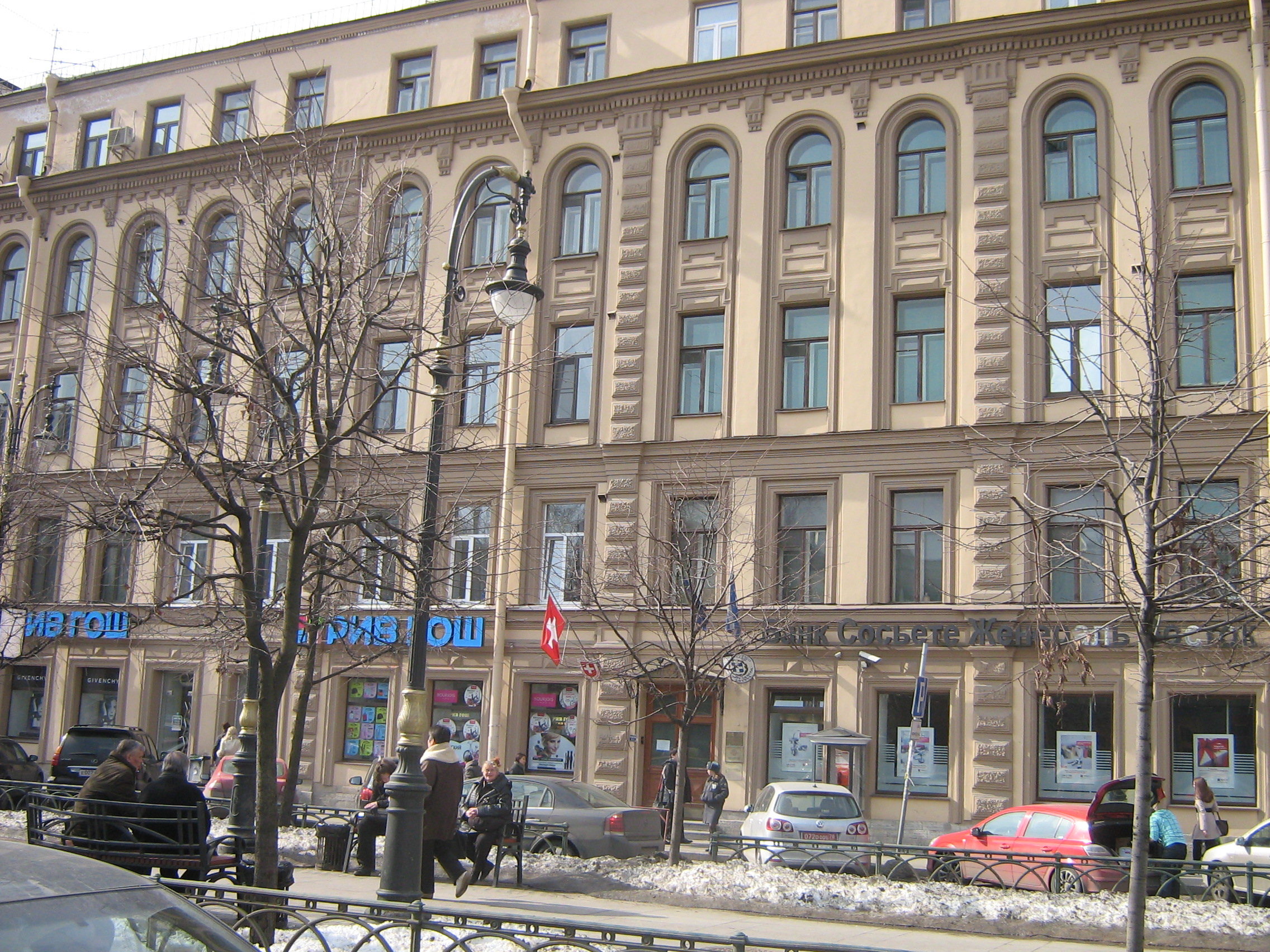
سرکنسول‌گری یونان در سن پترزبورگ
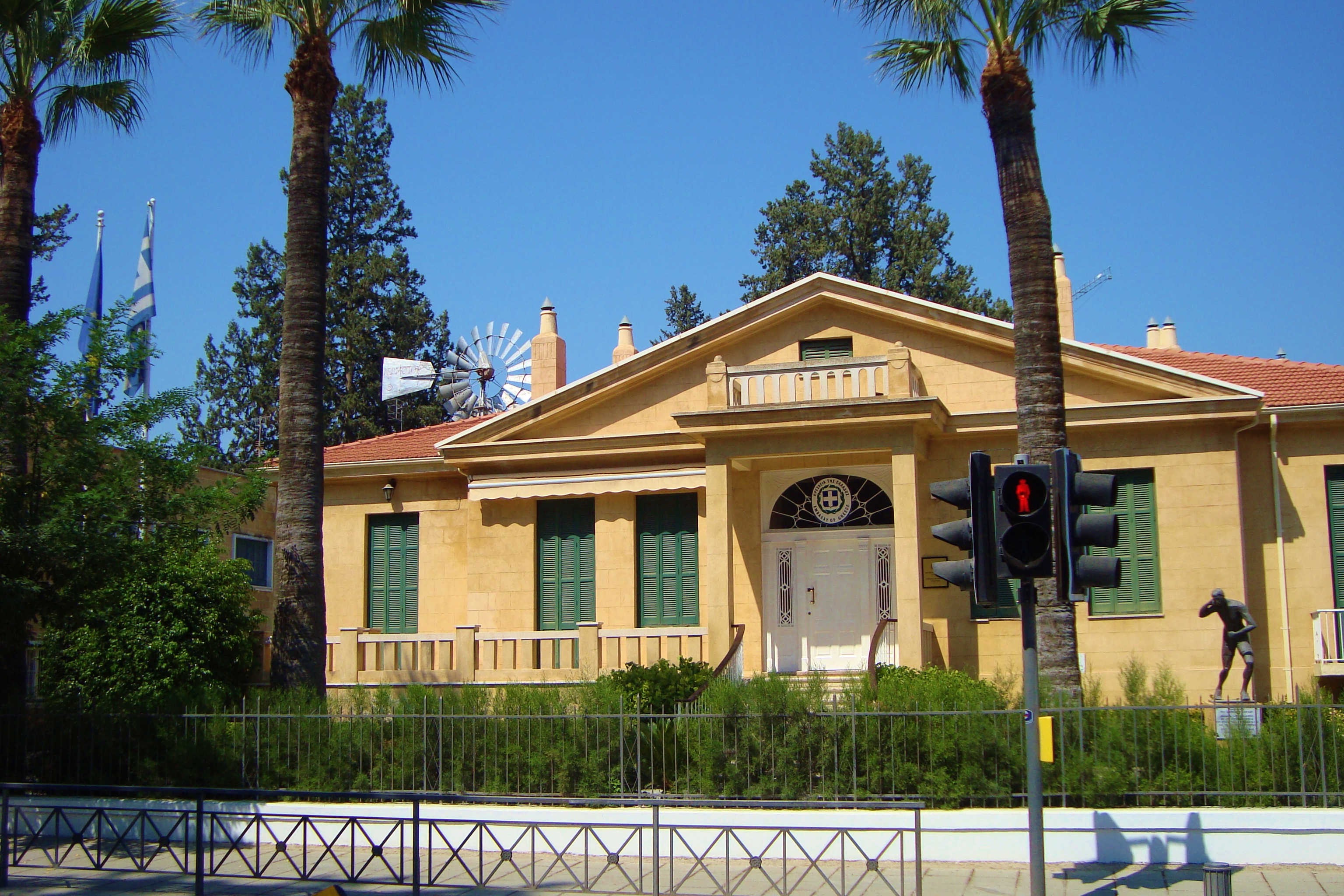
سفارت‌خانهٔ یونان در نیکوزیا
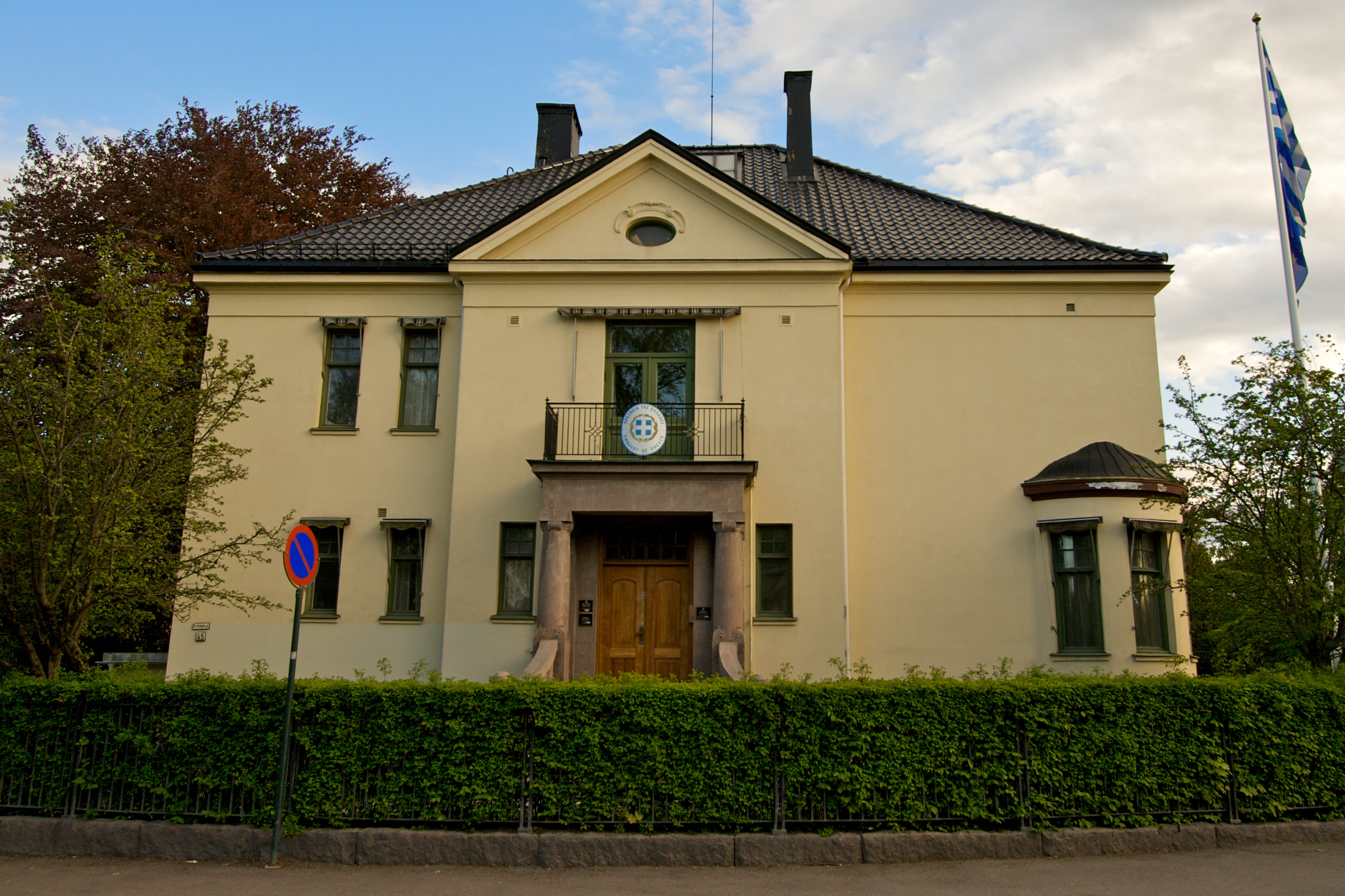
سفارت‌خانهٔ یونان در اسلو
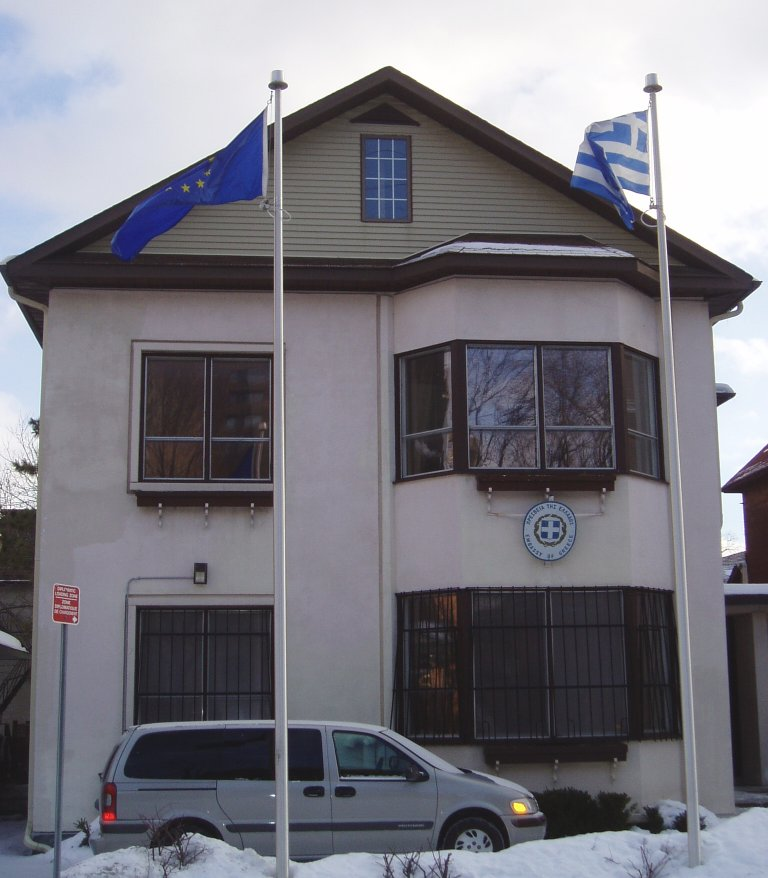
سفارت‌خانهٔ یونان در اتاوا
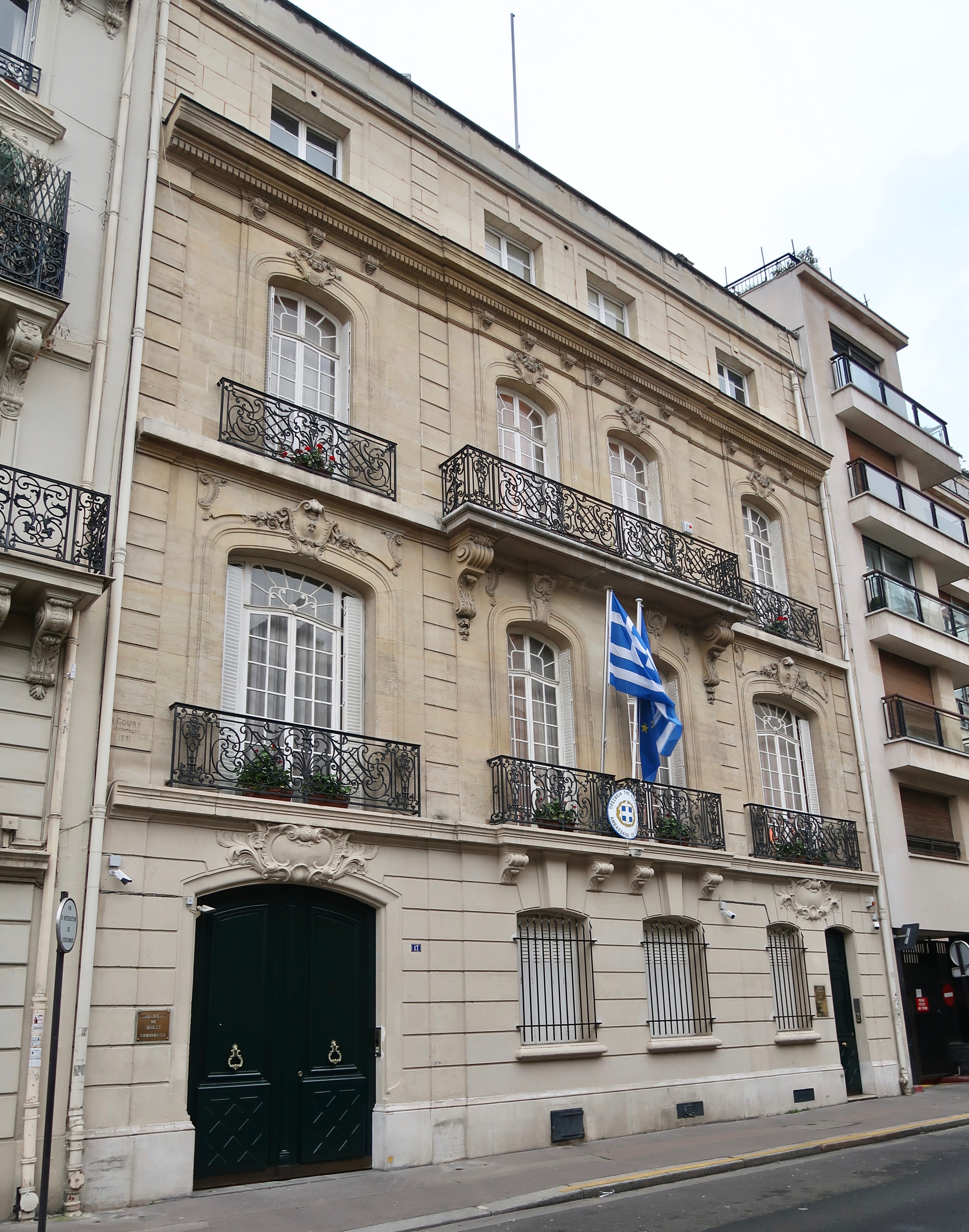
سفارت‌خانهٔ یونان در پاریس
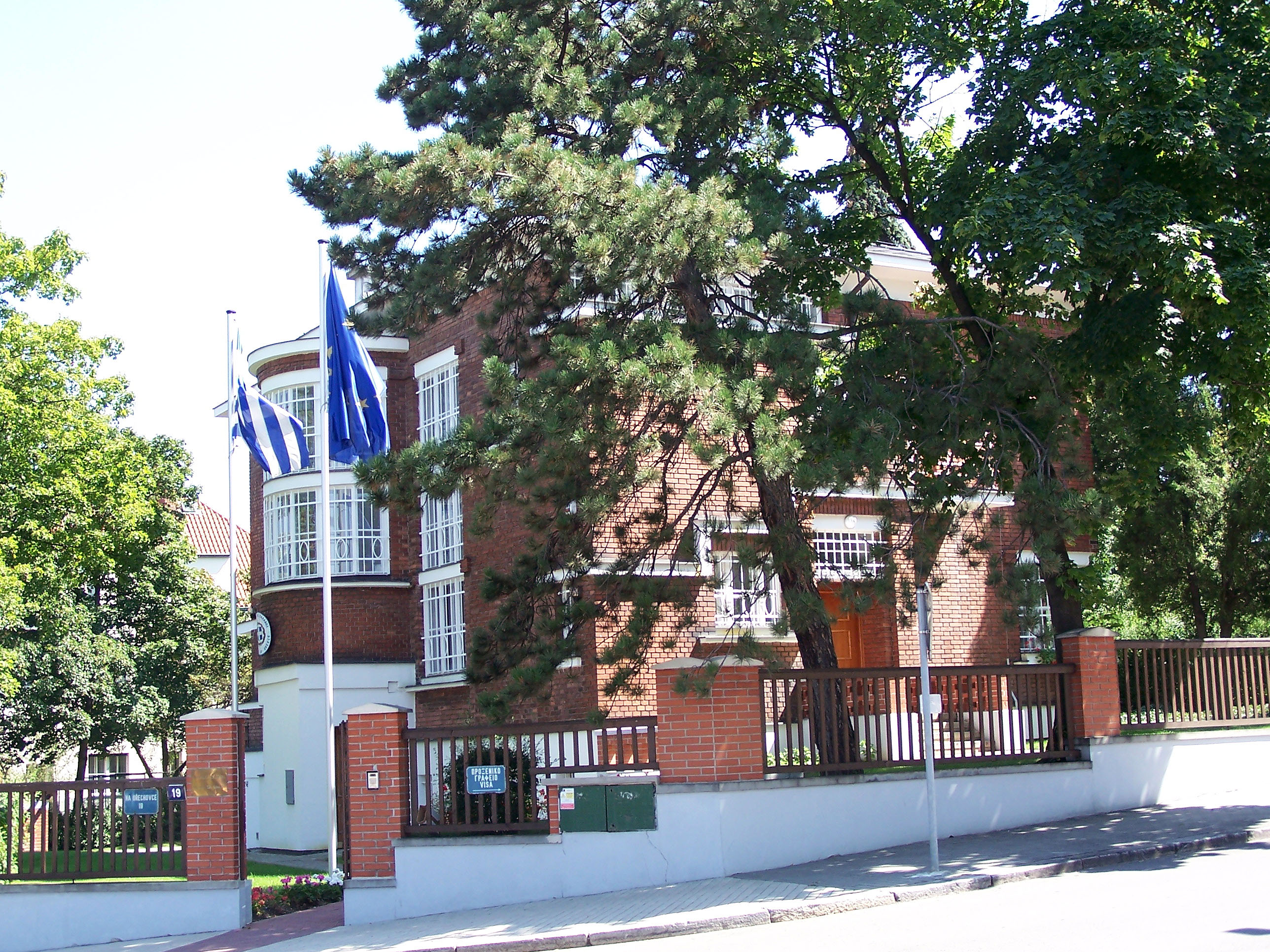
سفارت‌خانهٔ یونان در پراگ
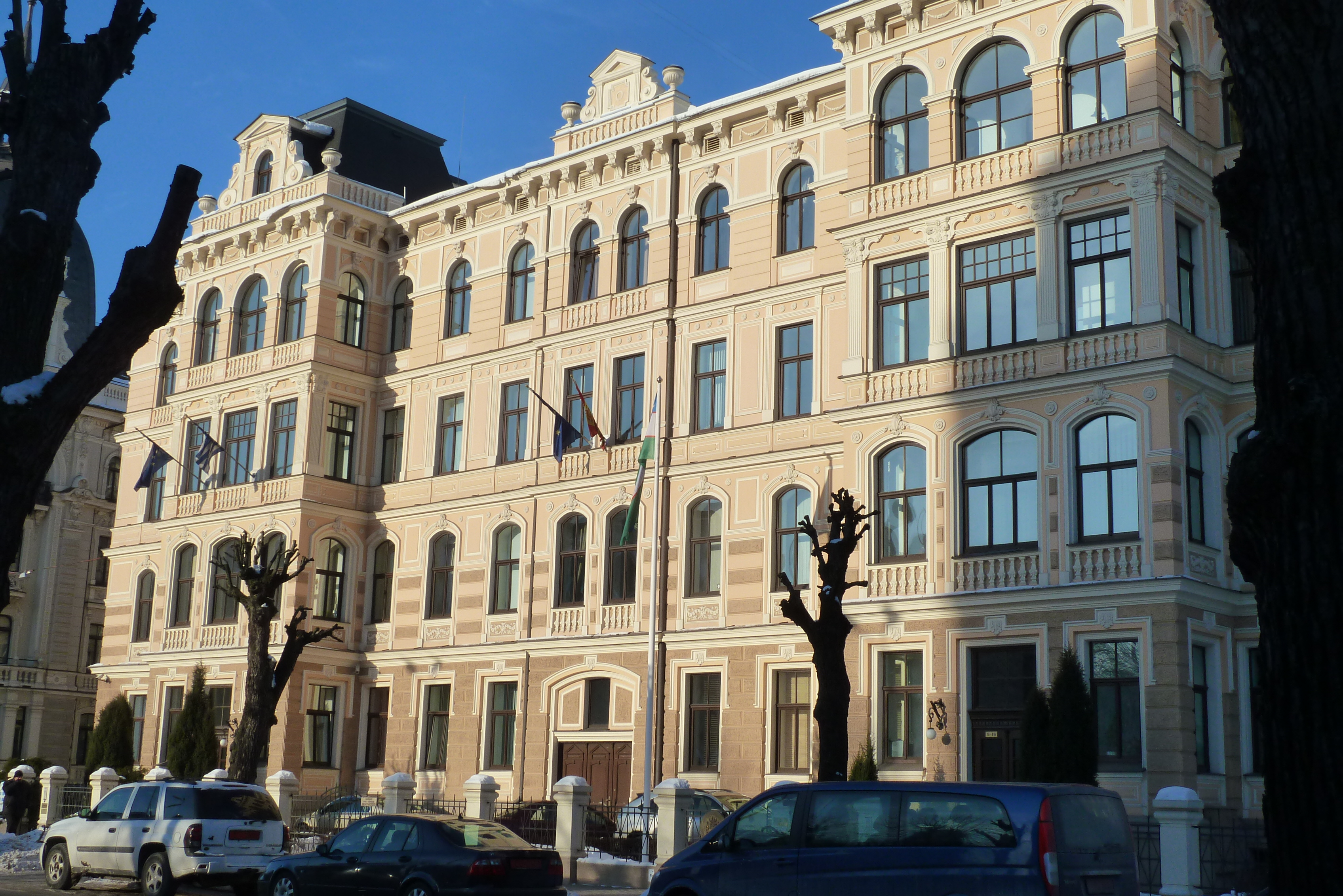
سفارت‌خانهٔ یونان در ریگا
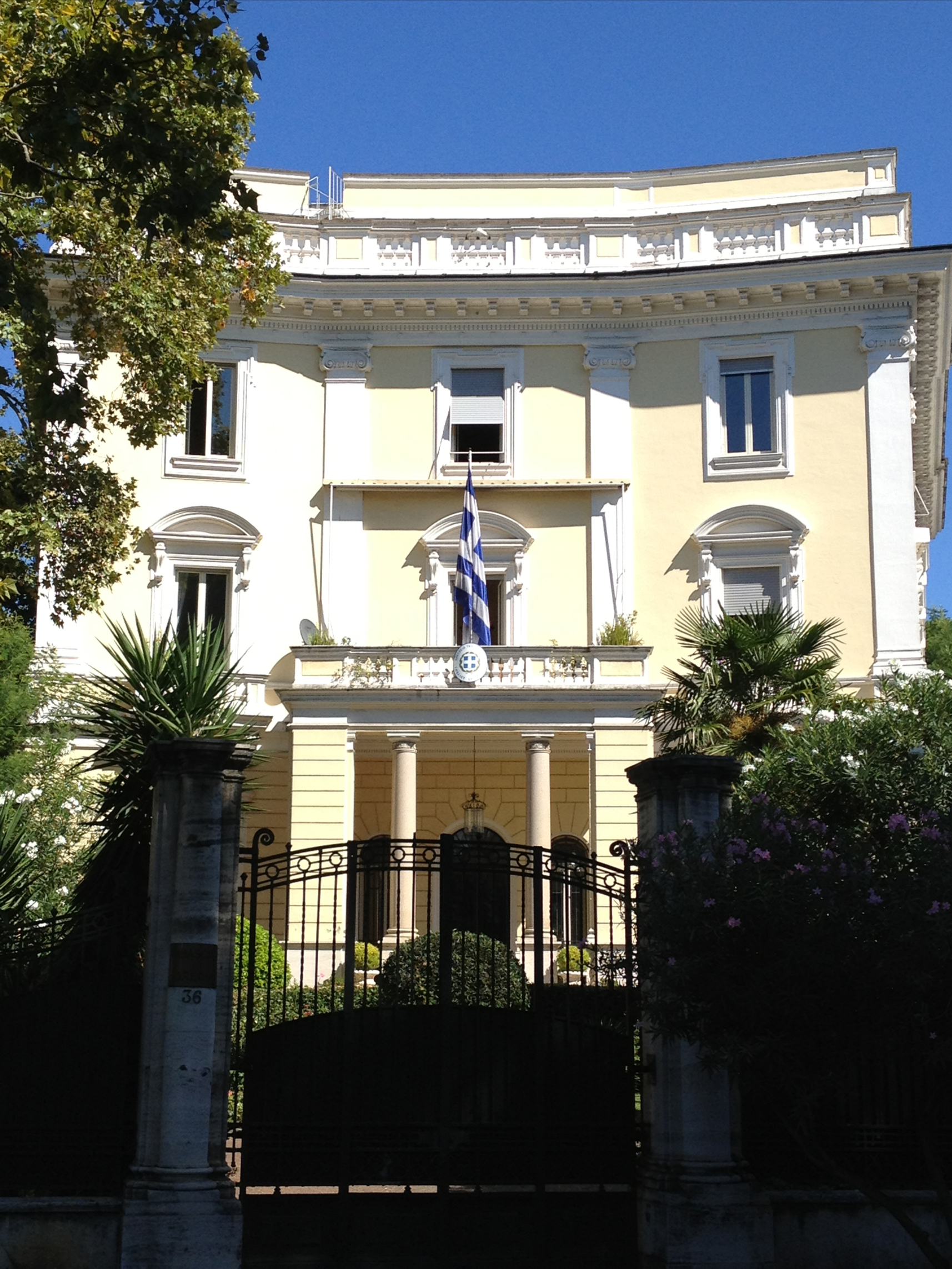
سفارت‌خانهٔ یونان در رم
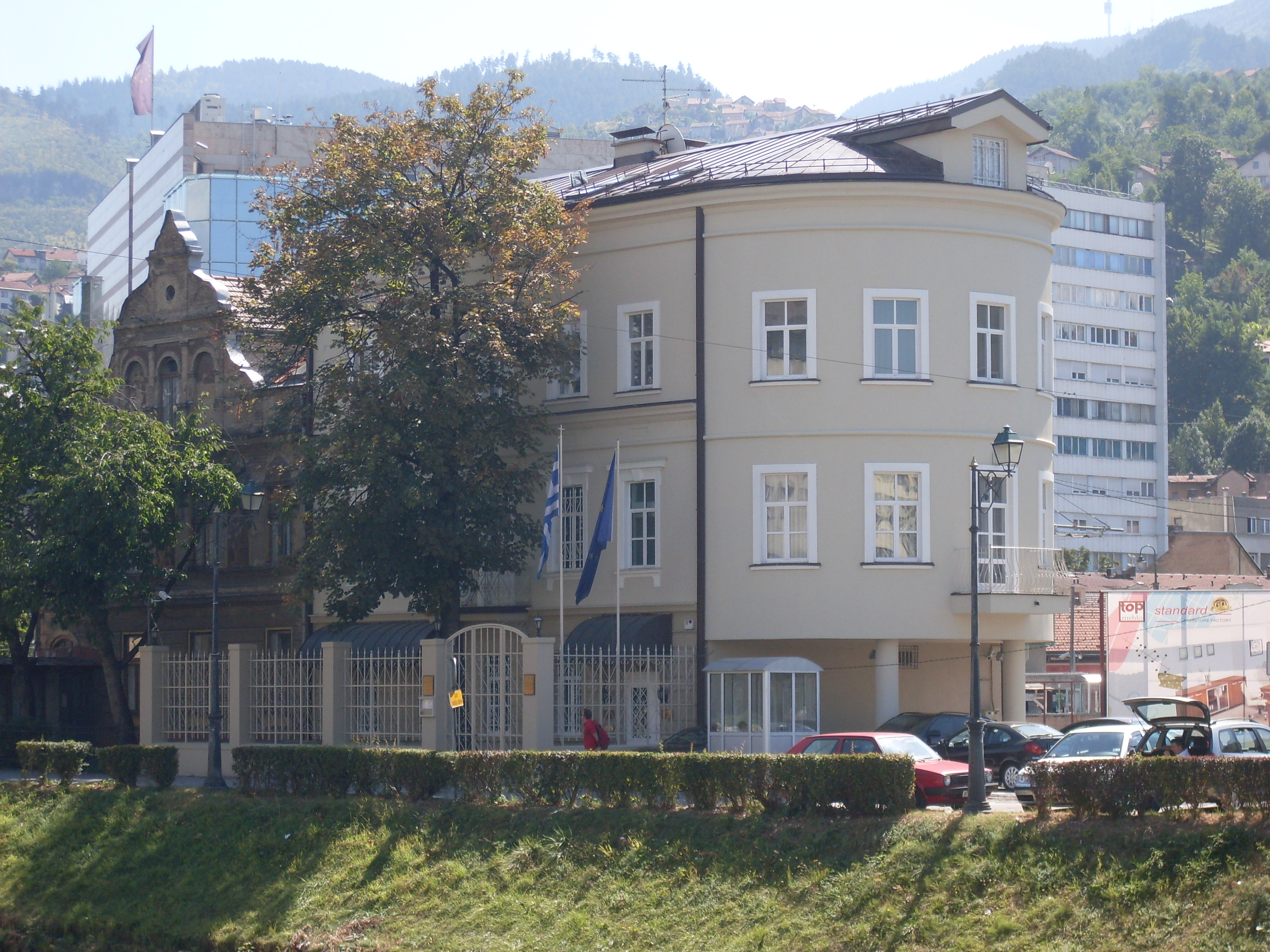
سفارت‌خانهٔ یونان در سارایوو
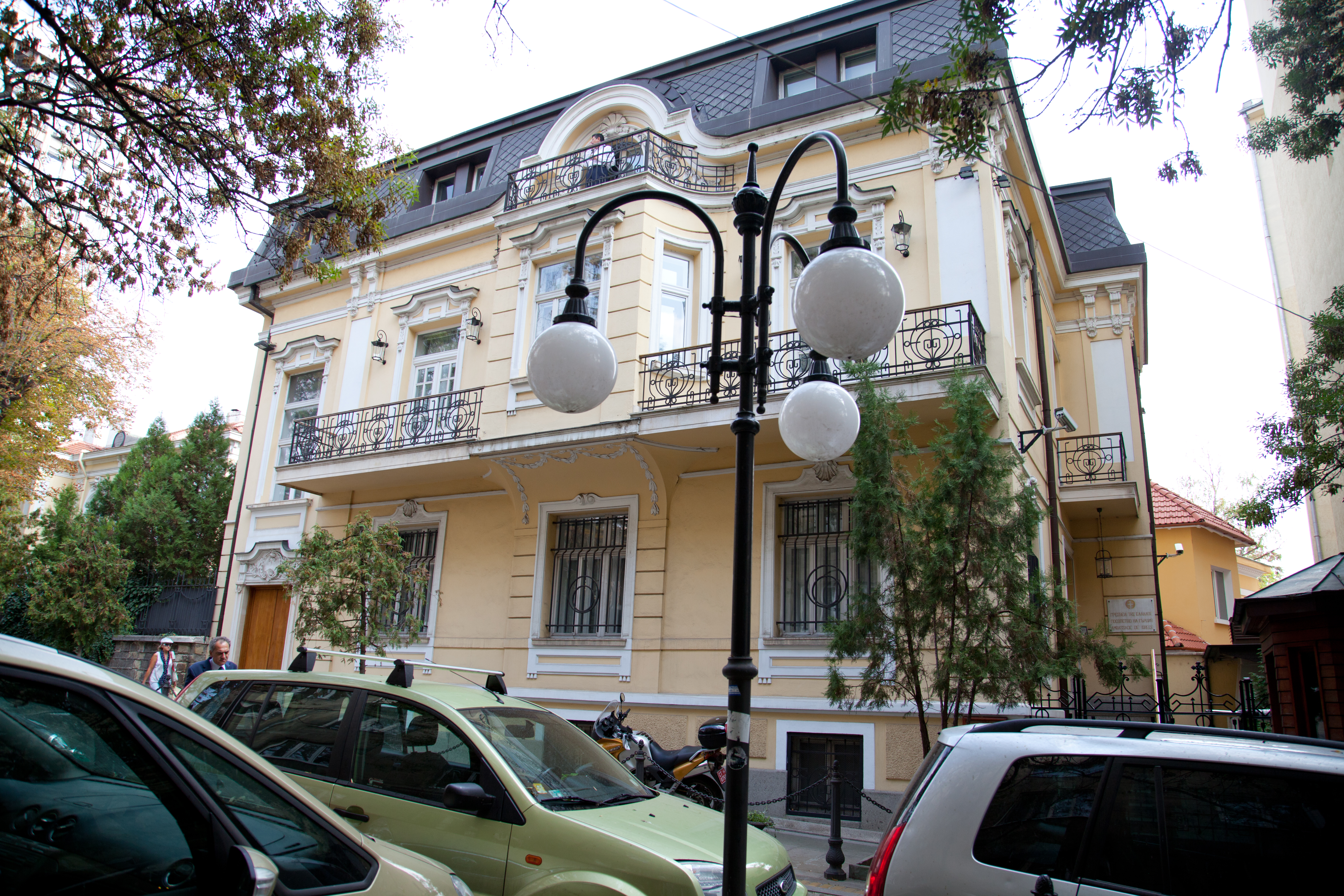
سفارت‌خانهٔ یونان در صوفیه
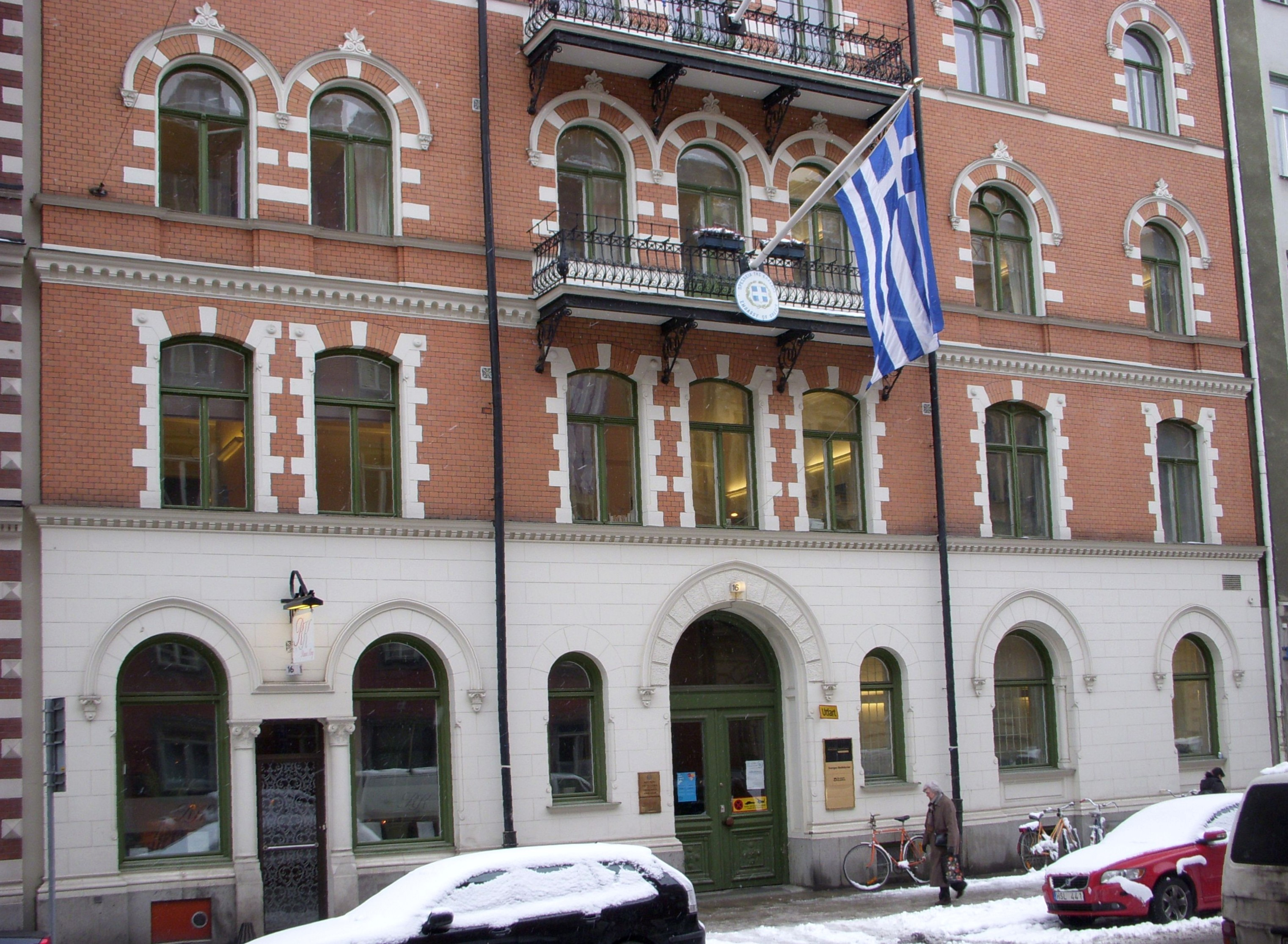
سفارت‌خانهٔ یونان در استکهلم
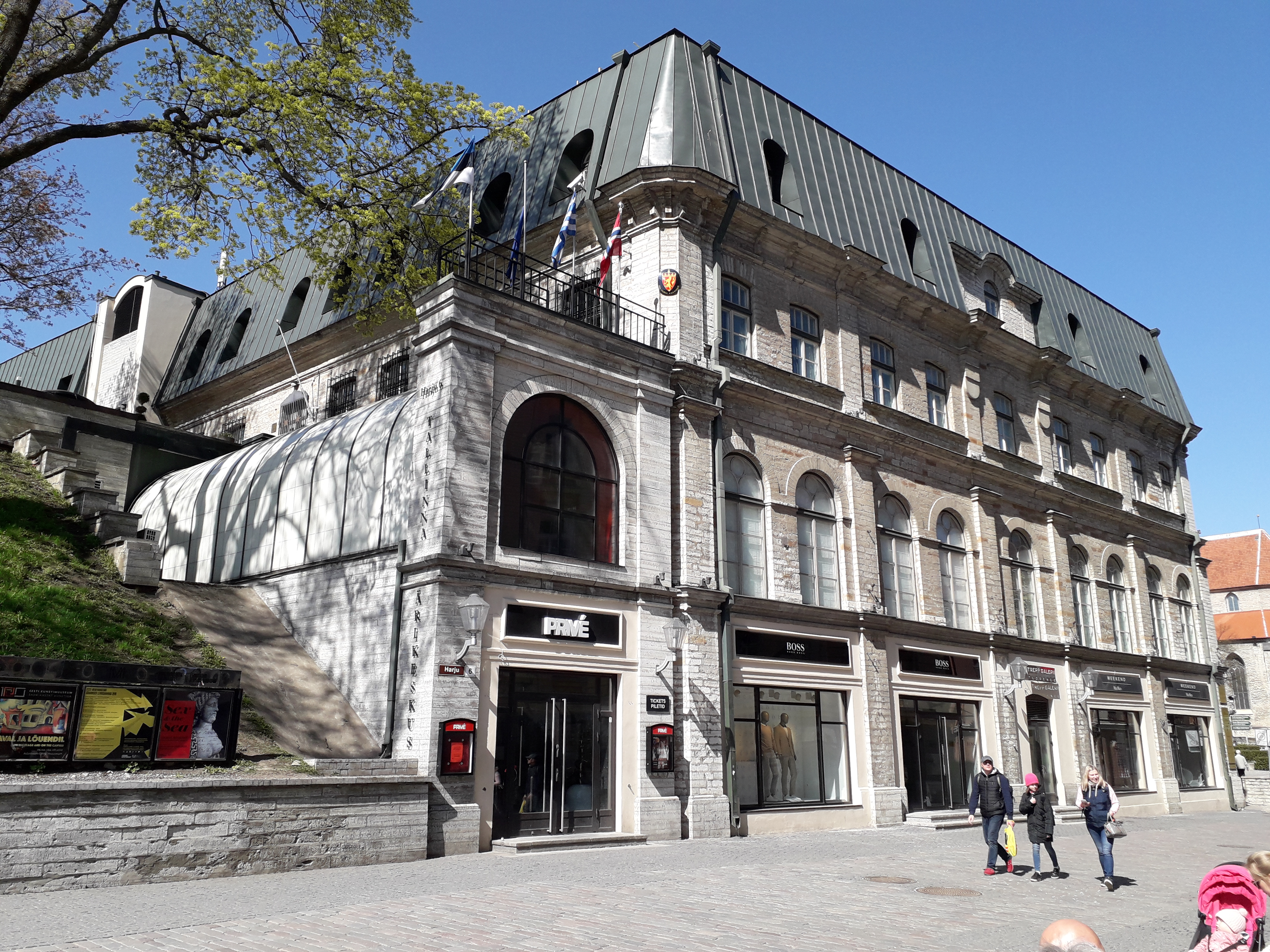
سفارت‌خانهٔ یونان در تالین
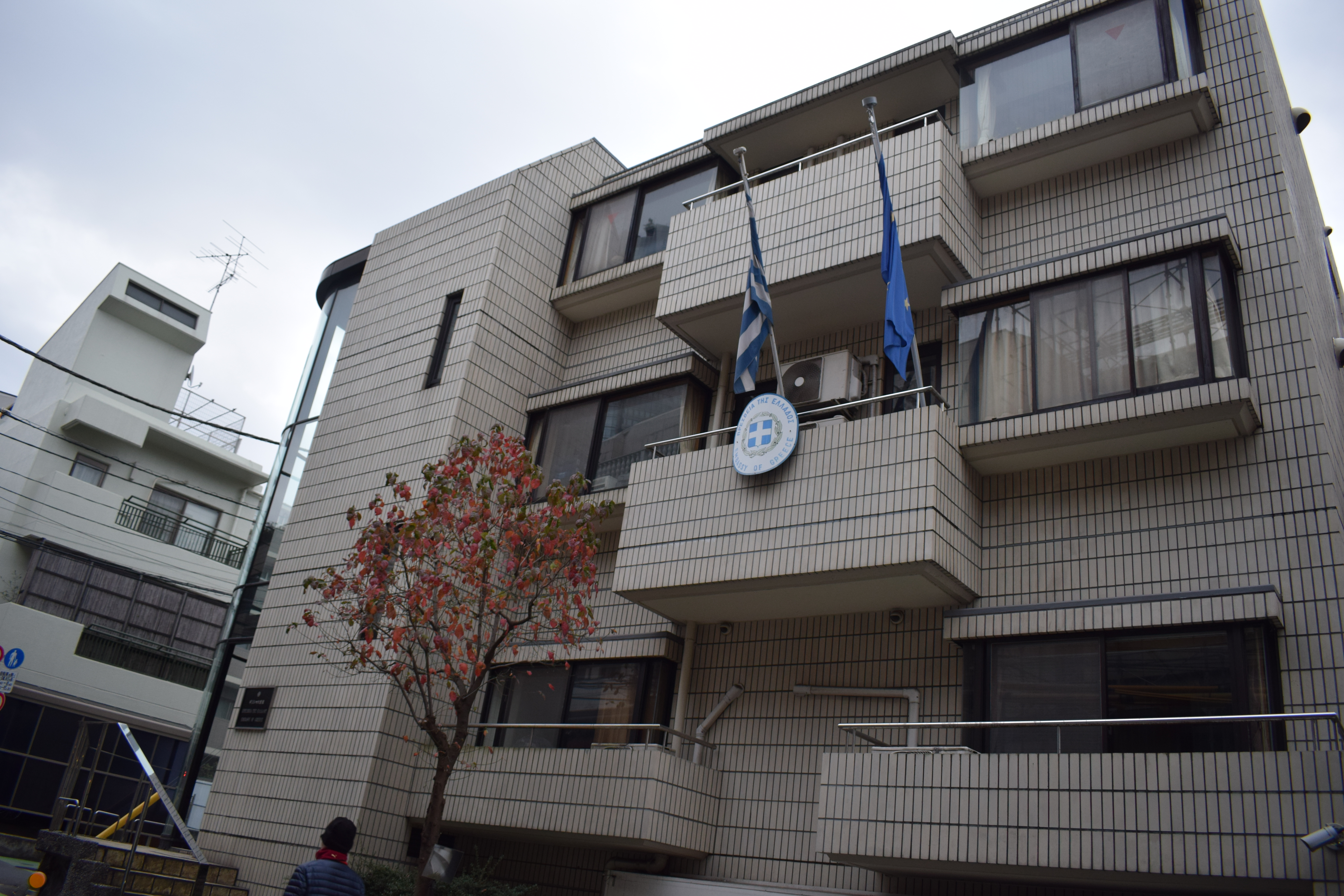
سفارت‌خانهٔ یونان در توکیو
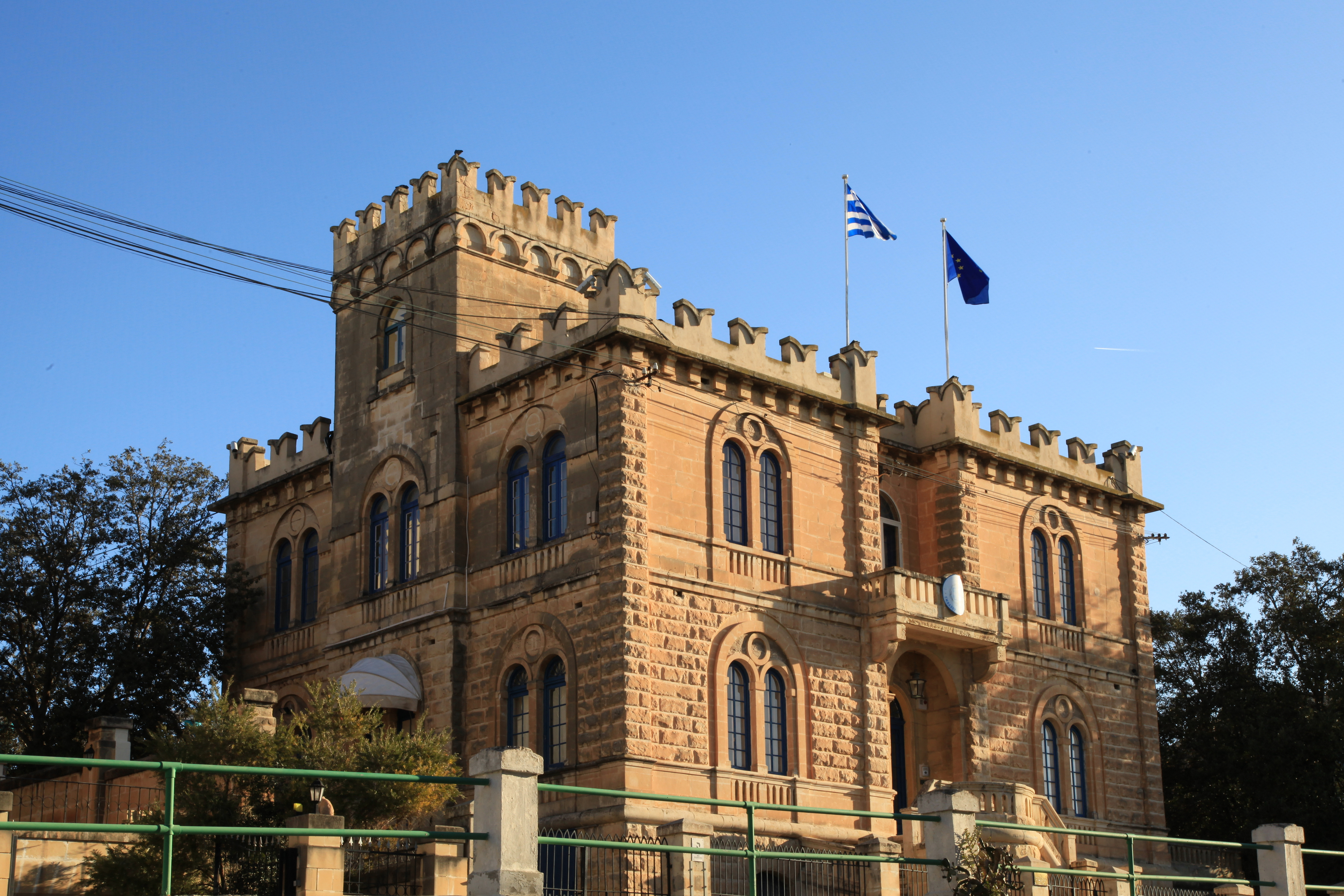
سفارت‌خانهٔ یونان در والتا
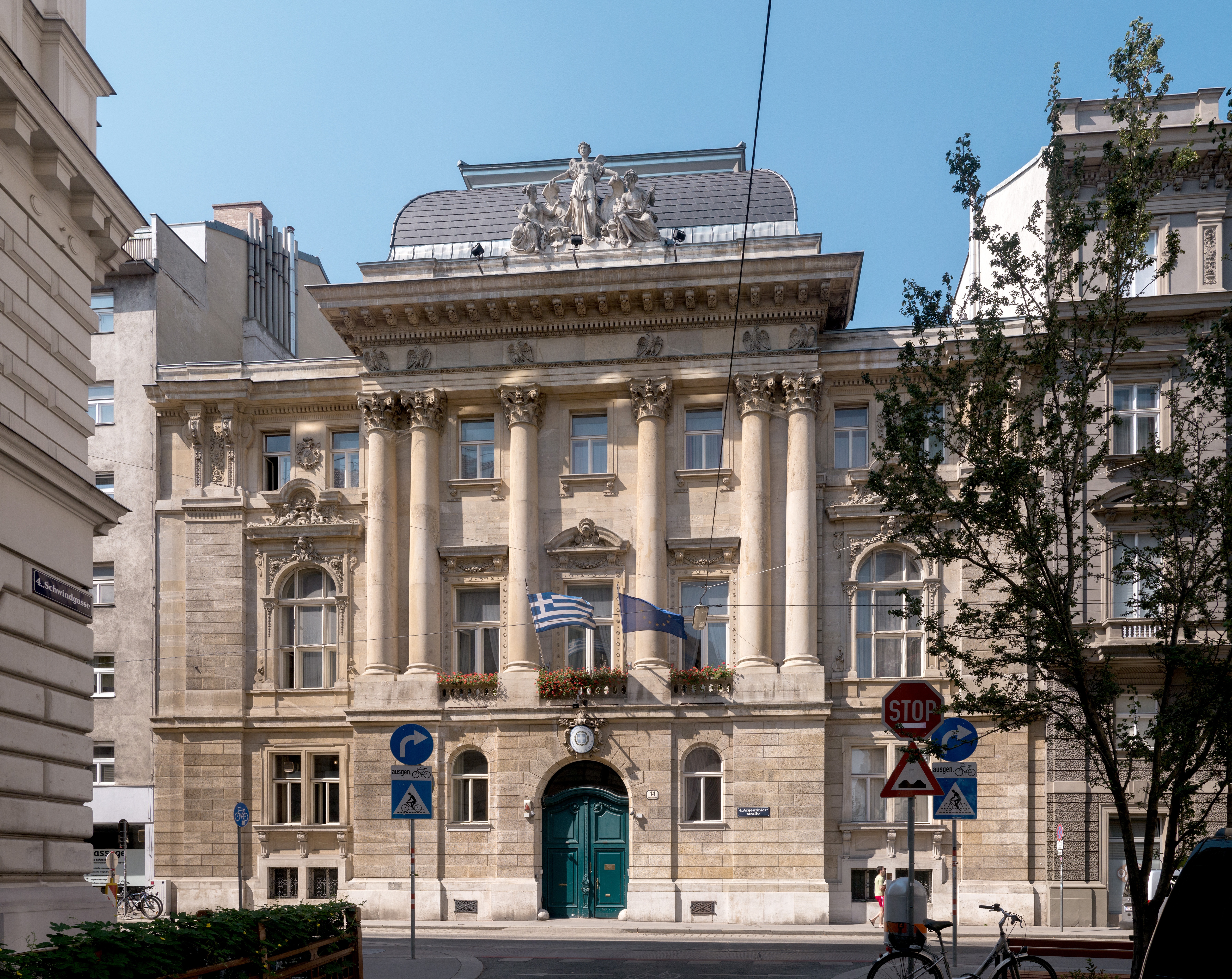
سفارت‌خانهٔ یونان در وین
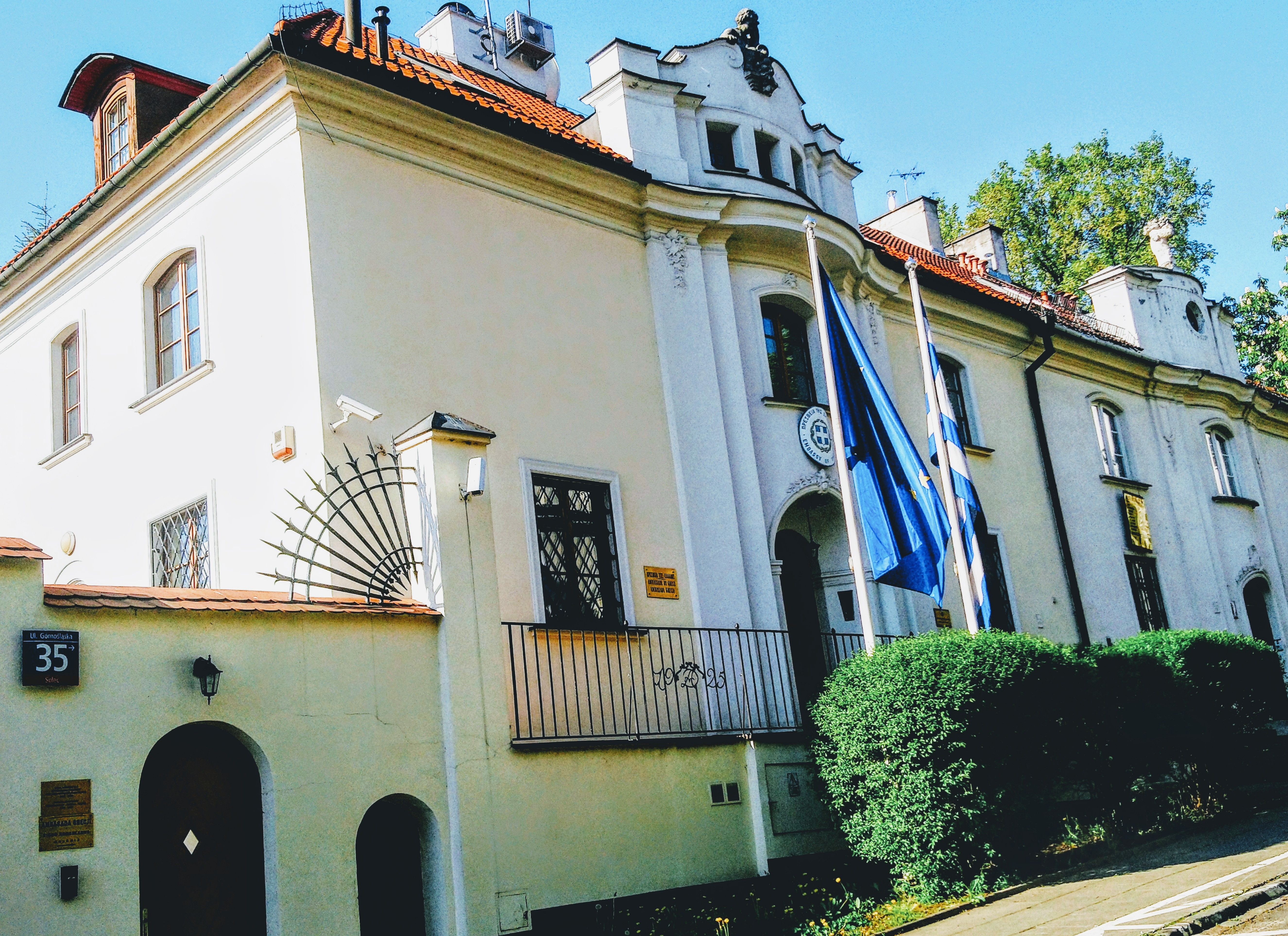
سفارت‌خانهٔ یونان در ورشو
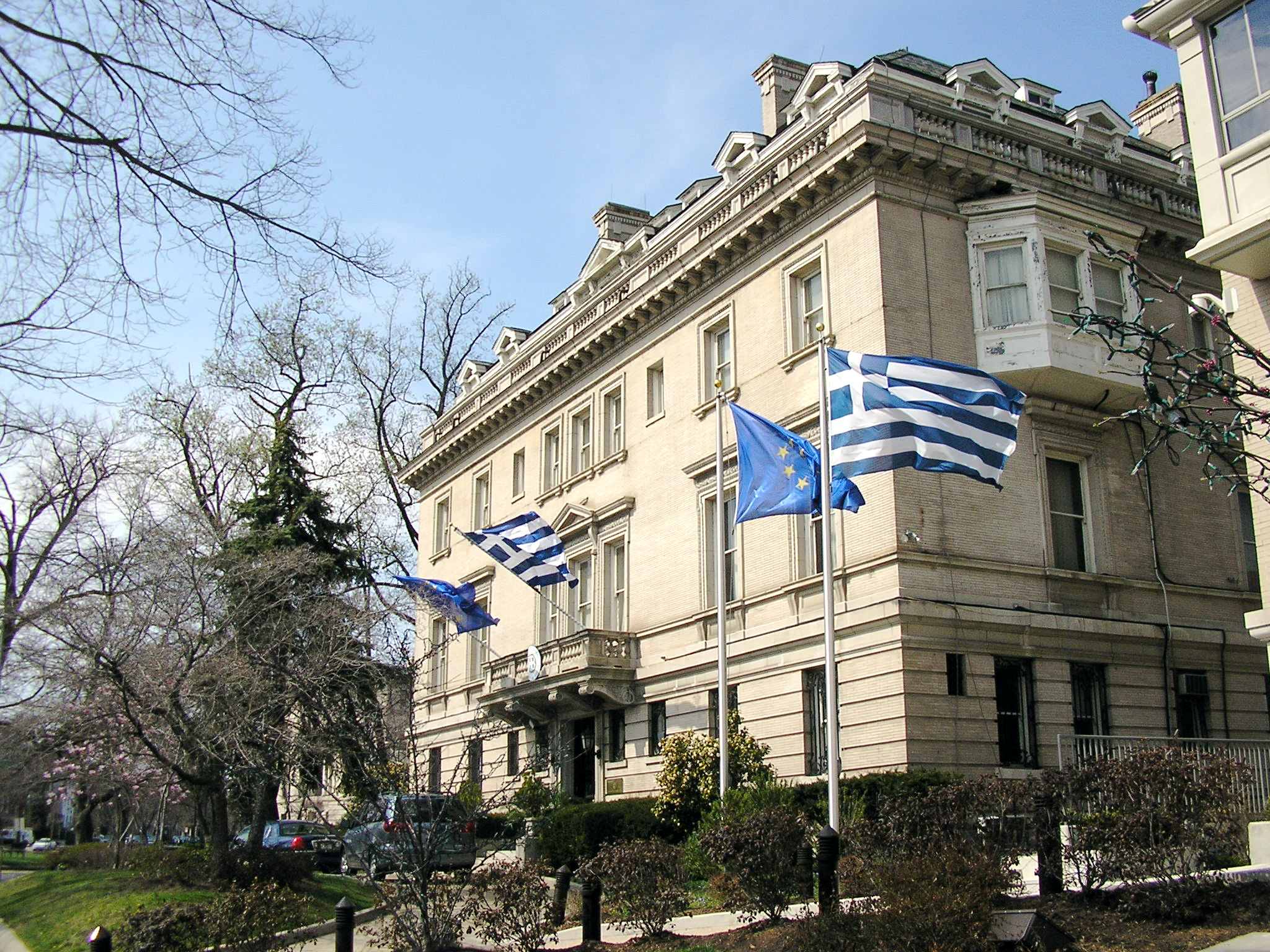
سفارت‌خانهٔ یونان در واشینگتن، دی.سی.
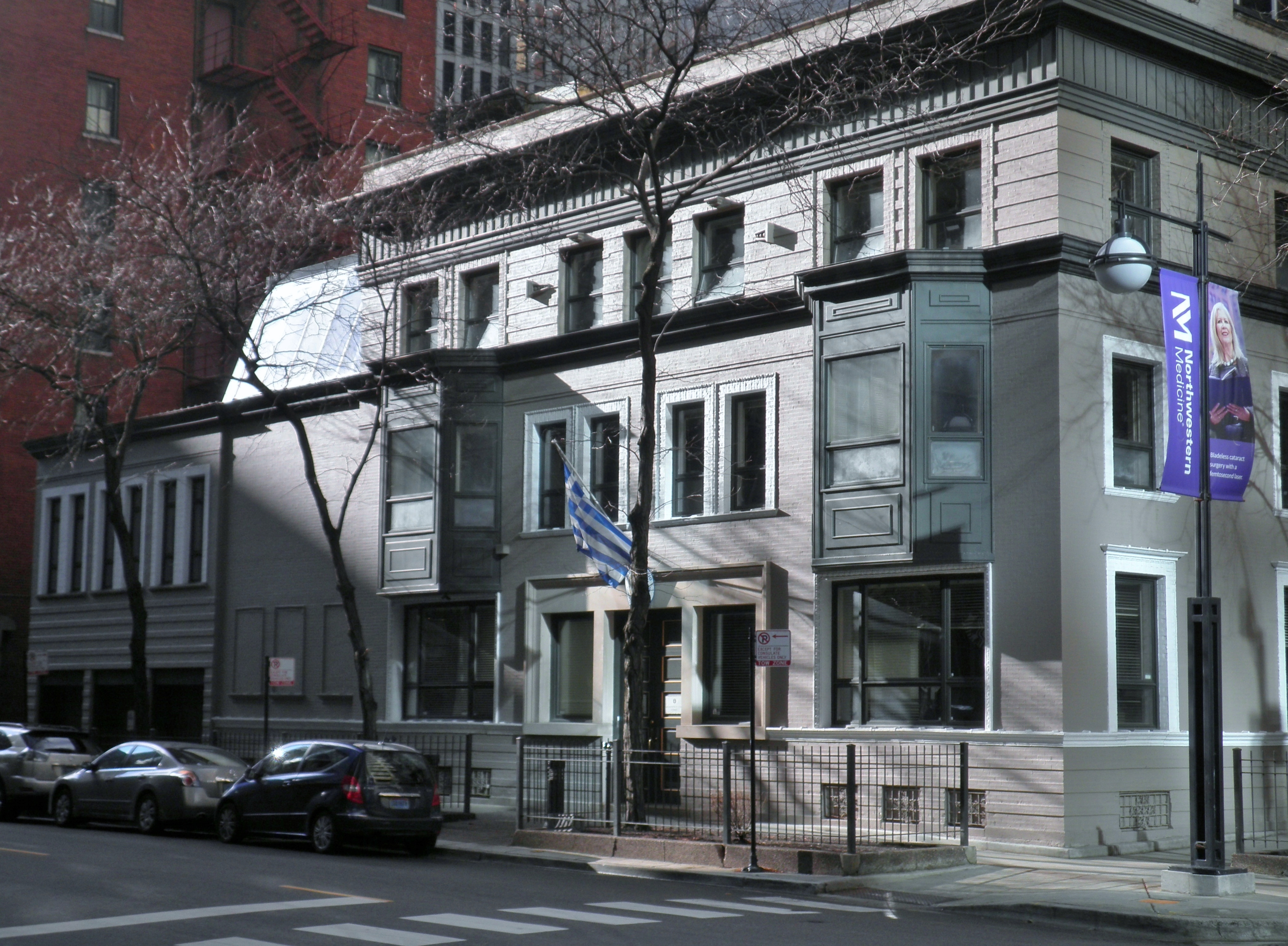
سرکنسول‌گری یونان در شیکاگو
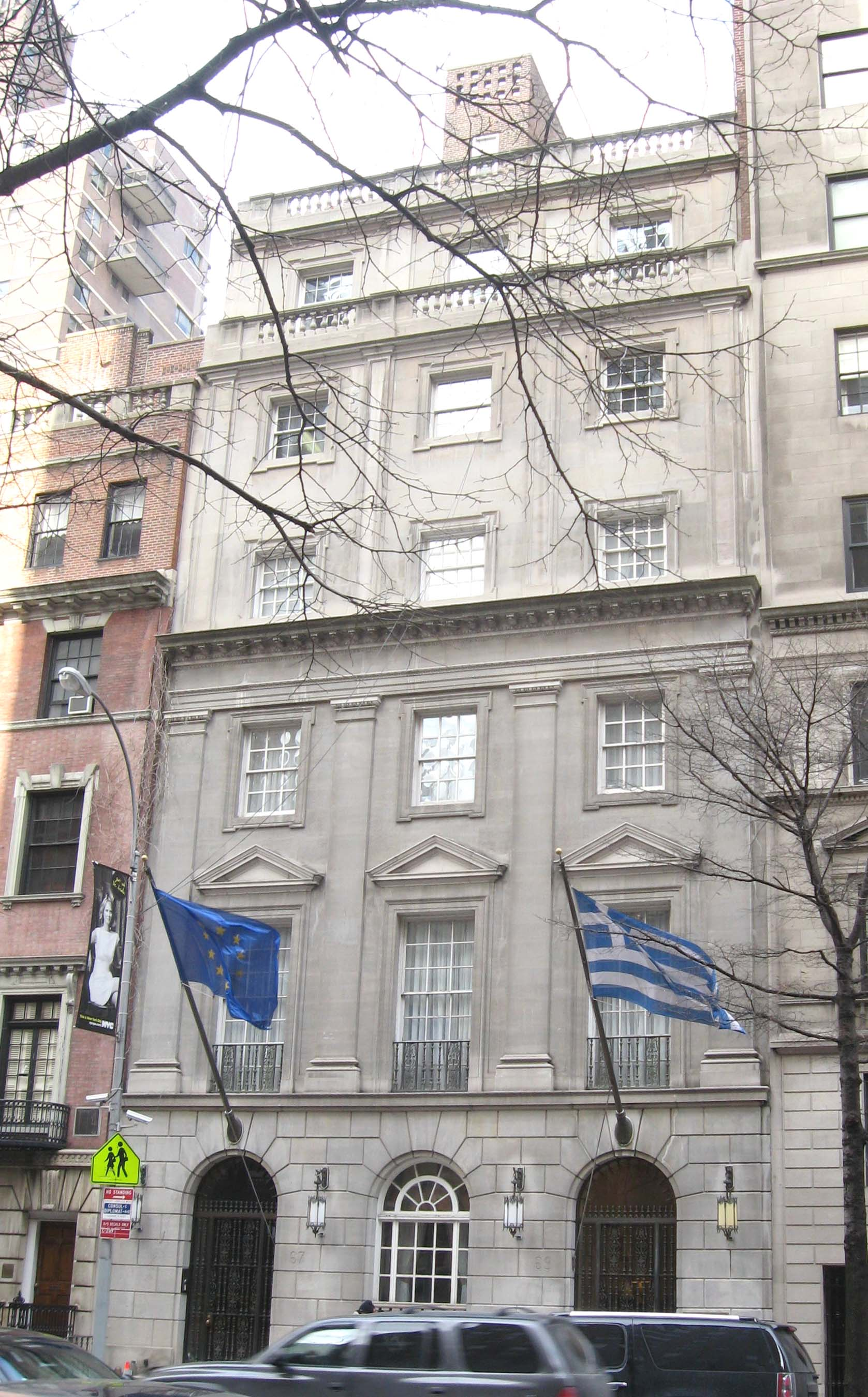
سرکنسول‌گری  یونان در نیویورک
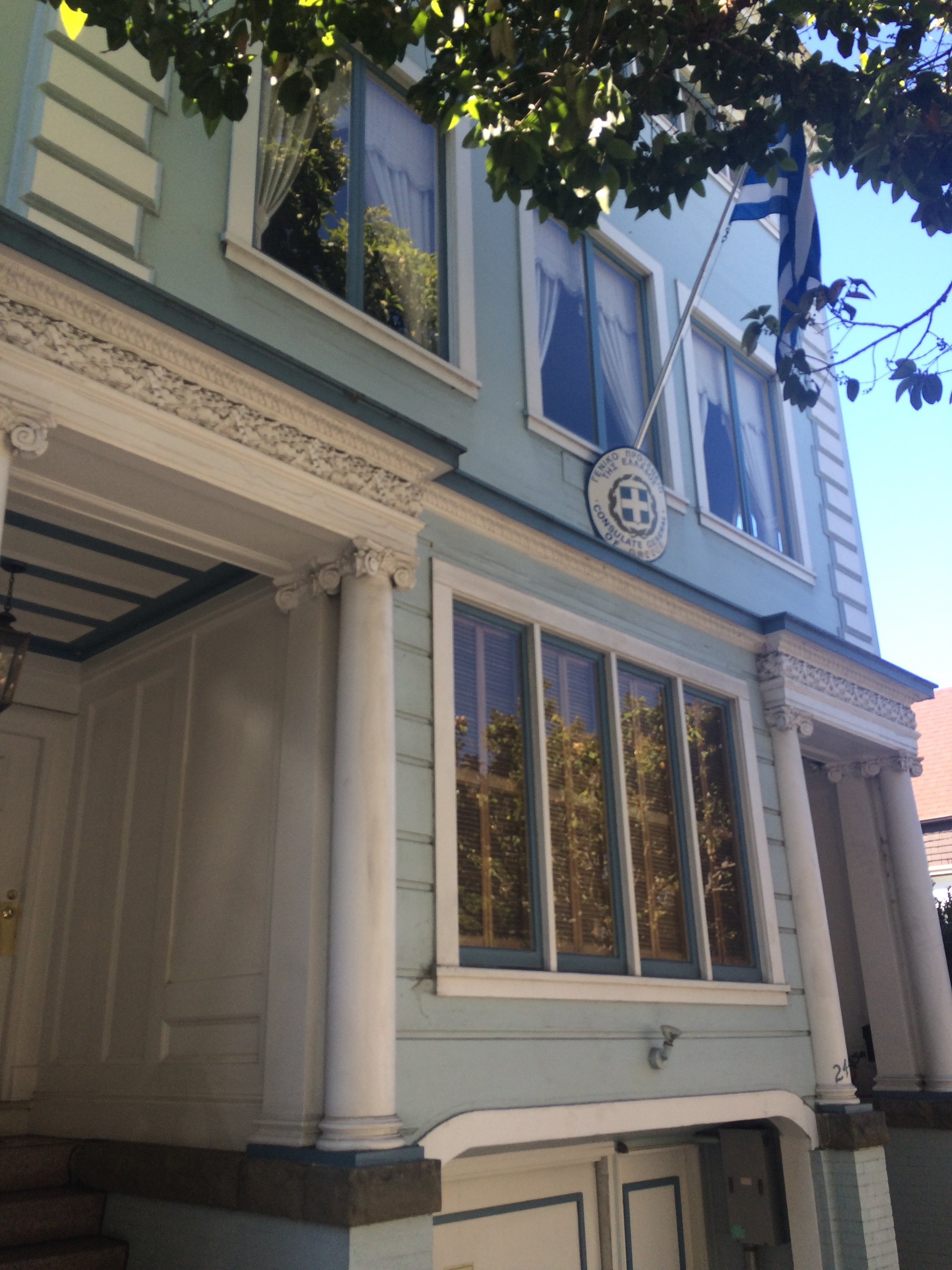
سرکنسول‌گری یونان در سان فرانسیسکو
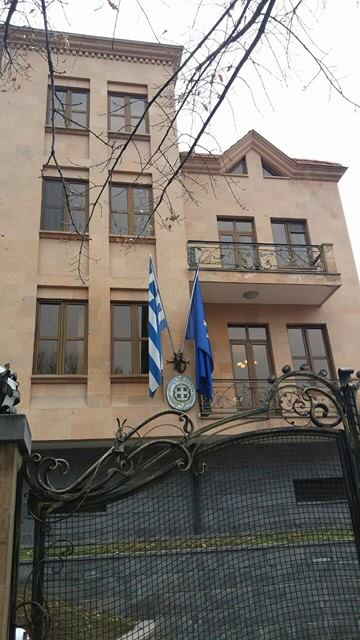
سفارت‌خانهٔ یونان در ایروان
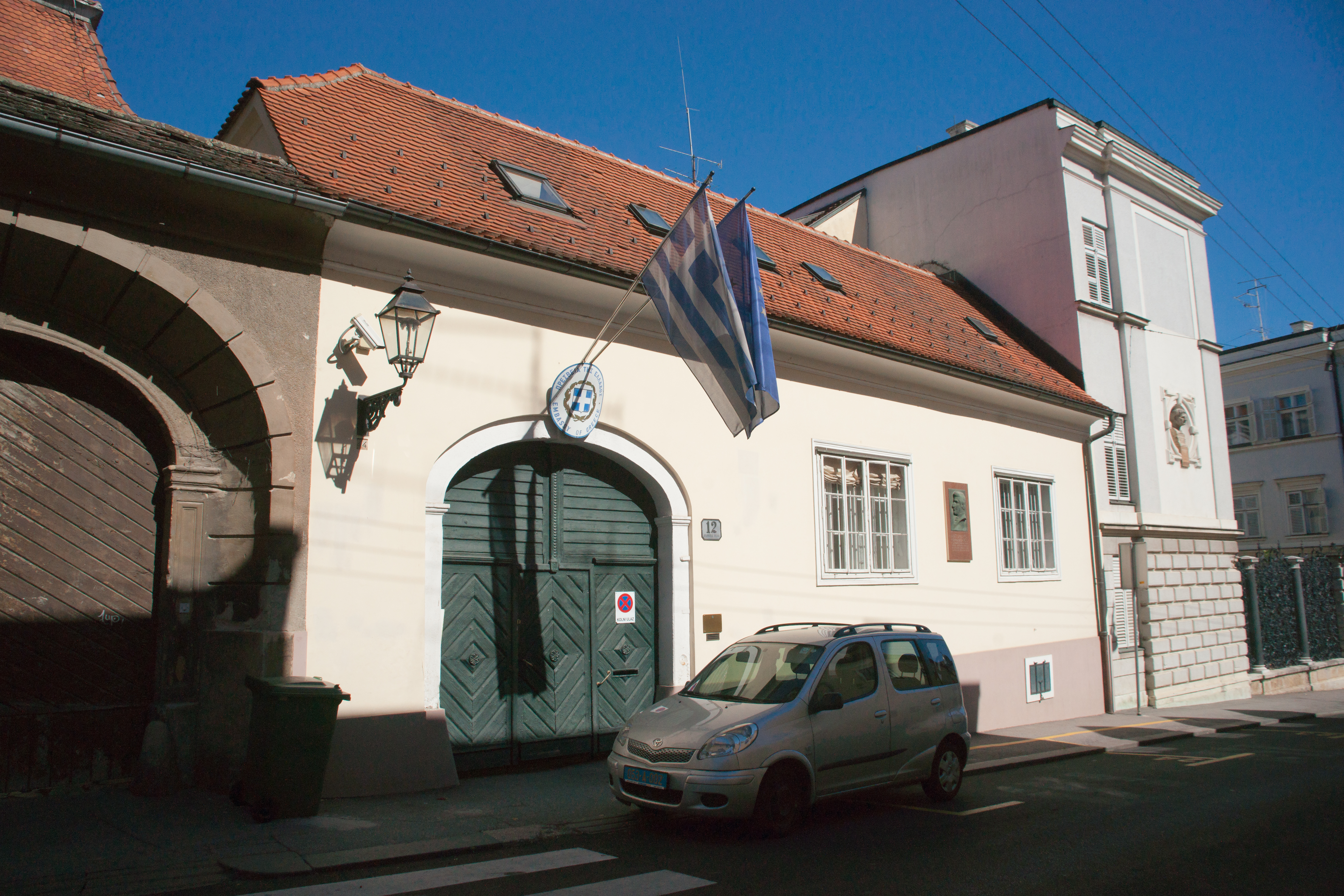
سفارت‌خانهٔ یونان در زاگرب
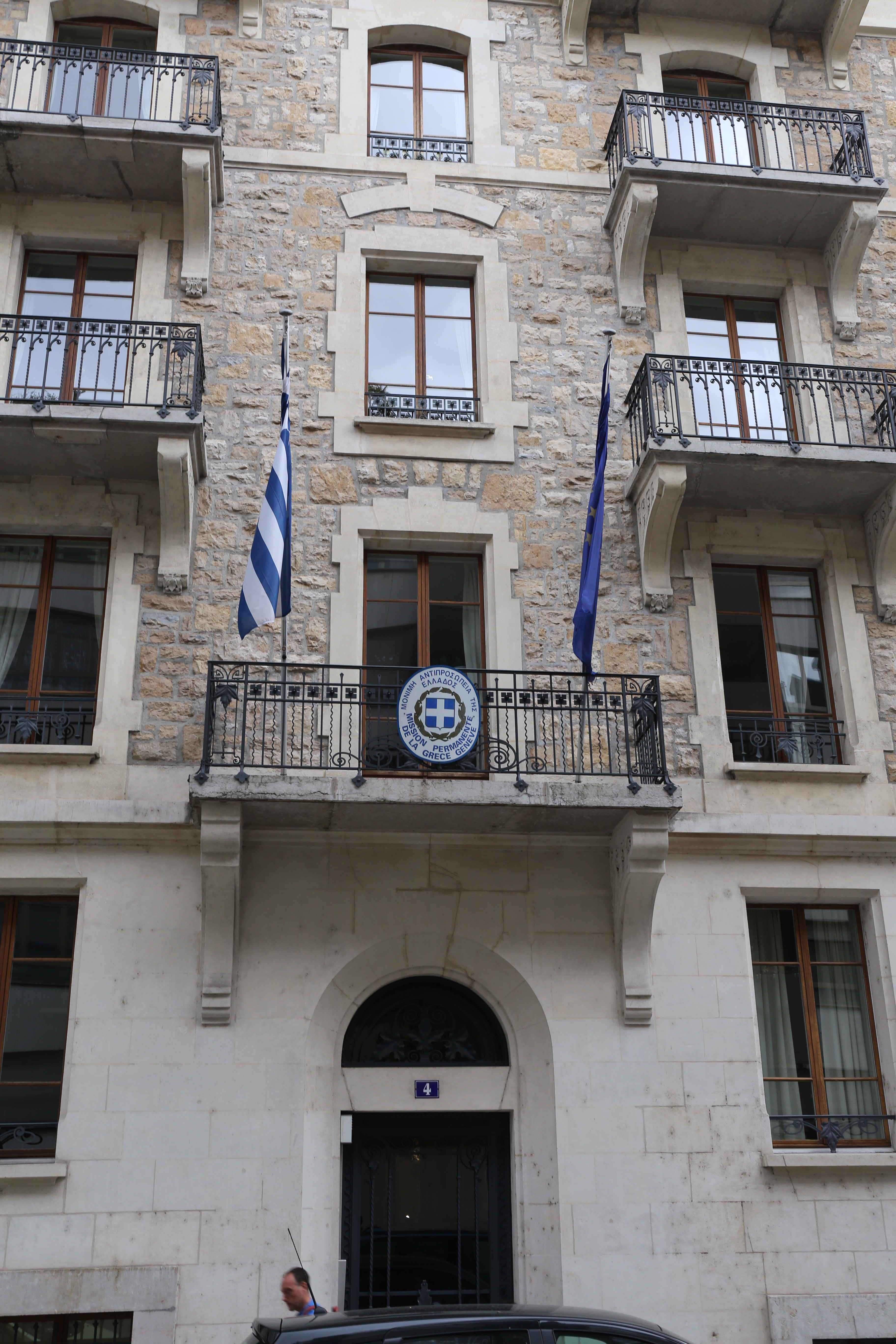
نمایندگی دائم در سازمان ملل متحد در ژنو

## وابسته‌های تعطیل‌شده

### آفریقا
| کشور میزبان   | شهر میزبان | وابسته      | سال تعطیلی | ارجاع         |
| ------------- | ---------- | ----------- | ---------- | ------------- |
| کامرون        | یائونده    | سفارت       | ۲۰۰۹       | [ ۱ ]         |
| مراکش         | کازابلانکا | دفتر کنسولی | ۲۰۱۸       | [ ۱ ]         |
| آفریقای جنوبی | دوربان     | کنسول‌گری    | ۲۰۱۱       | [ ۱۴ ]        |
| سودان         | خارطوم     | سفارت       | ۲۰۱۵       |               |
| زئیر          | لوبومباشی  | سرکنسول‌گری  | ۱۹۹۵       | [ ۱۵ ] [ ۱۶ ] |

### آمریکا
| کشور میزبان         | شهر میزبان    | وابسته     | سال تعطیلی | ارجاع  |
| ------------------- | ------------- | ---------- | ---------- | ------ |
| برزیل               | ریو دو ژانیرو | سرکنسول‌گری | نامشخص     |        |
| ایالات متحده آمریکا | نیواورلئان    | کنسول‌گری   | نامشخص     | [ ۱۵ ] |

### اروپا
| کشور میزبان | شهر میزبان | وابسته     | سال تعطیلی | ارجاع  |
| ----------- | ---------- | ---------- | ---------- | ------ |
| بلاروس      | مینسک      | سفارت      | ۲۰۰۳       | [ ۱ ]  |
| بلغارستان   | پلوودیف    | سرکنسول‌گری | ۲۰۱۶       | [ ۱۷ ] |
| فرانسه      | مارسی      | سرکنسول‌گری | ۲۰۱۶       | [ ۱۸ ] |
| فرانسه      | نیس        | کنسول‌گری   | ۲۰۱۱       | [ ۱۴ ] |
| آلمان       | کلن        | سرکنسول‌گری | ۲۰۱۱       | [ ۱۴ ] |
| آلمان       | هانوفر     | سرکنسول‌گری | ۲۰۱۱       | [ ۱۴ ] |
| آلمان       | لایپزیگ    | سرکنسول‌گری | ۲۰۱۱       | [ ۱۴ ] |
| ایتالیا     | میلان      | سرکنسول‌گری | نامشخص     | [ ۱۹ ] |
| ایتالیا     | ناپل       | سرکنسول‌گری | ۲۰۱۱       | [ ۱۴ ] |
| ایتالیا     | ونیز       | کنسول‌گری   | نامشخص     | [ ۱۹ ] |
| هلند        | روتردام    | سرکنسول‌گری | نامشخص     | [ ۱ ]  |
| رومانی      | کنستانتسا  | کنسول‌گری   | نامشخص     | [ ۱۵ ] |
| صربستان     | نیش (شهر)  | کنسول‌گری   | ۲۰۱۰       | [ ۲۰ ] |

### اقیانوسیه
| کشور میزبان | شهر میزبان | وابسته | سال تعطیلی | ارجاع |
| ----------- | ---------- | ------ | ---------- | ----- |
| نیوزیلند    | ولینگتون   | سفارت  | ۲۰۱۵       | [ ۱ ] |